# Asteriidae
Ne doit pas être confondu avec Asteridae.
Famille
Les Asteriidae sont une famille d'étoiles de mer (Asteroidea), de l'ordre des Forcipulatida.

## Description et caractéristiques

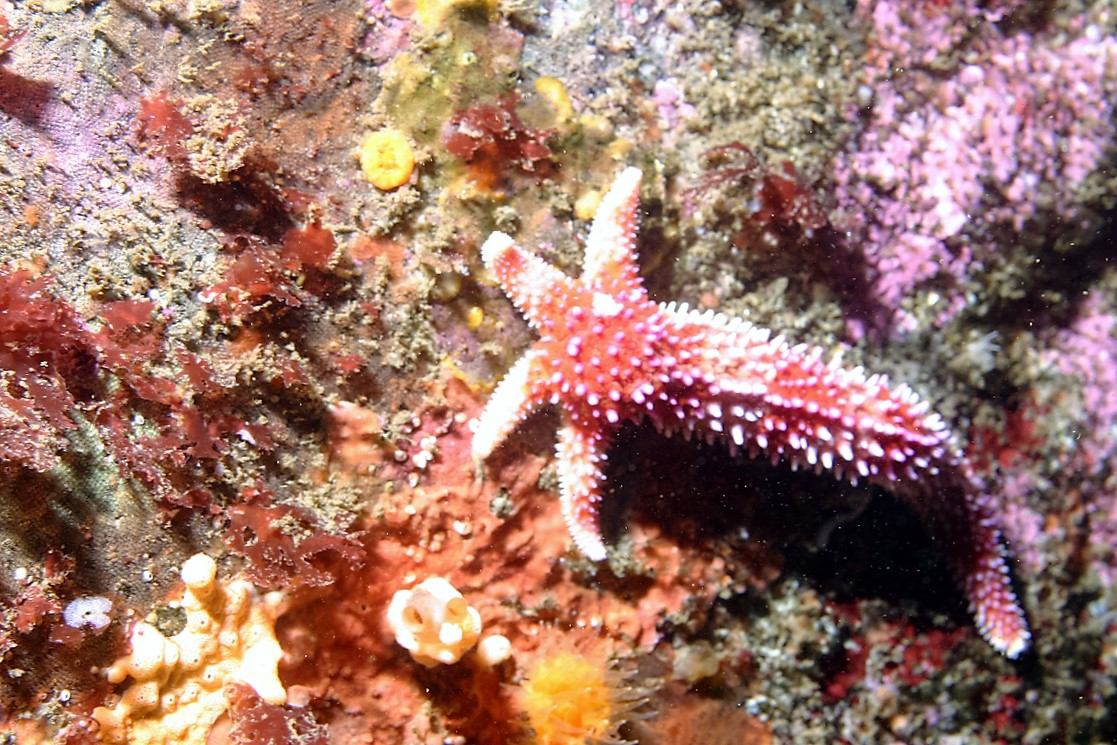
Certaines espèces de cette famille comme Orthasterias koehleri sont capables de se régénérer intégralement à partir d'un seul bras, ouvrant des possibilités de clonage.

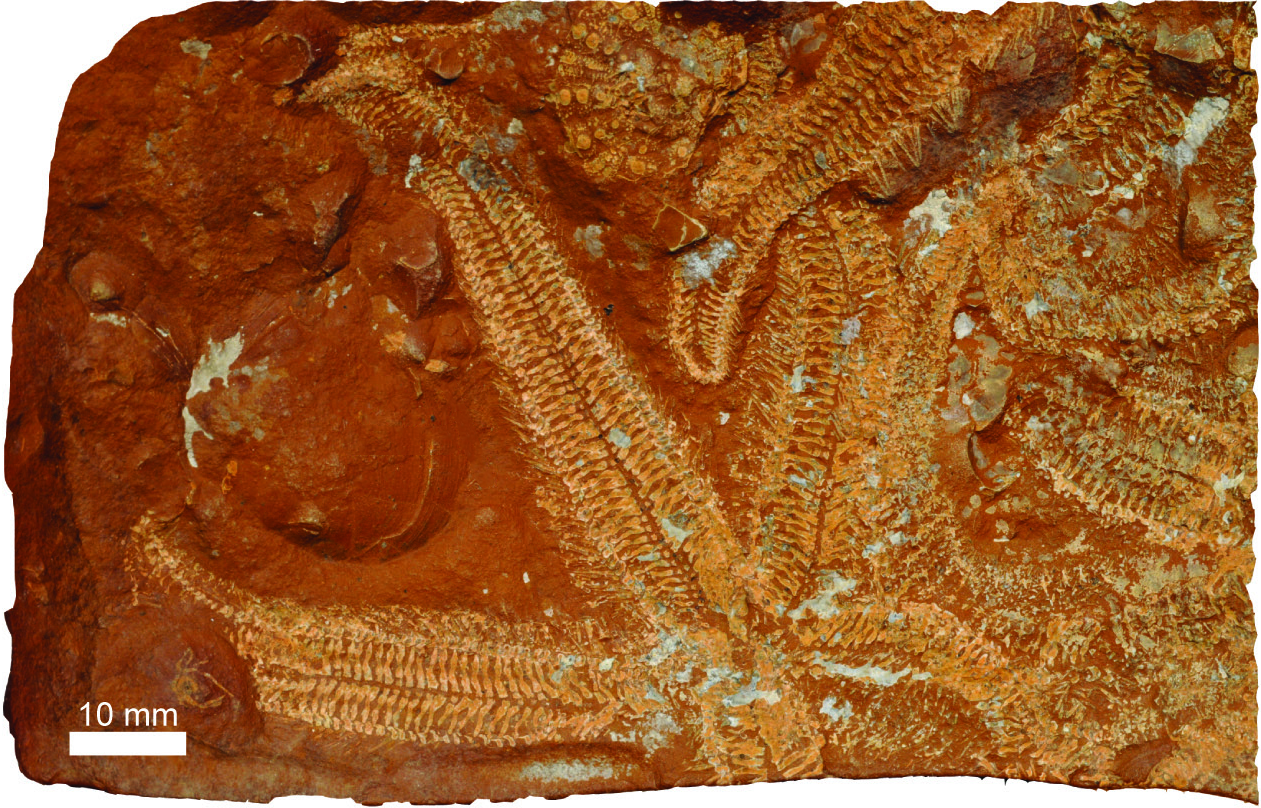
Fossile de Polarasterias janusensis du Jurassique.

Ces étoiles sont caractérisées par leur tégument renforcé par un réseau réticulé d'ossicules calcaires, ainsi que des rangées longitudinales d'épines. Elles peuvent avoir des pédicellaires droits et croisés.
La plupart des espèces de cette famille se trouvent dans des eaux froides, jusqu'en Arctique et Antarctique. Cependant, certaines comme l'étoile commune Asterias rubens sont courantes dans toute l'Europe atlantique.
Avec près de 170 espèces réparties dans une quarantaine de genres (largement dominés par le genre Leptasterias), il s'agit de la troisième plus vaste famille d'étoiles de mer, derrière les Goniasteridae et les Astropectinidae.

## Liste des genres
Selon World Register of Marine Species (21 janvier 2015) :
- genre Adelasterias Verrill, 1914 -- 1 espèce
- genre Anasterias Perrier, 1875 -- 14 espèces
- genre Aphanasterias Fisher, 1923 -- 1 espèce
- genre Aphelasterias Fisher, 1923 -- 2 espèces
- genre Asterias Linnaeus, 1758 -- 8 espèces
- genre Astrometis Fisher, 1923 -- 1 espèce
- genre Astrostole Fisher, 1923 -- 6 espèces
- genre Caimanaster A.M. Clark, 1962 -- 1 espèce
- genre Calasterias Hayashi, 1975 -- 1 espèce
- genre Coronaster Perrier, 1885 -- 8 espèces
- genre Coscinasterias Verrill, 1870 -- 4 espèces
- genre Cryptasterias Verrill, 1914 -- 2 espèces
- genre Diplasterias Perrier, 1888 -- 6 espèces
- genre Diplasterias Perrier, 1891 (nomen nudum)
- genre Distolasterias Perrier, 1896 -- 4 espèces
- genre Evasterias Verrill, 1914 -- 4 espèces
- genre Icasterias Fisher, 1923 -- 1 espèce
- genre Kenrickaster A.M. Clark, 1962 -- 1 espèce
- genre Leptasterias Verrill, 1866 -- 43 espèces
- genre Lethasterias Fisher, 1923 -- 4 espèces
- genre Lysasterias Fisher, 1908 -- 9 espèces
- genre Marthasterias Jullien, 1878 -- 1 espèce
- genre Meyenaster Verrill, 1913 -- 1 espèce
- genre Mortensenia da Costa, 1941 (nomen nudum)
- genre Neosmilaster Fisher, 1930 -- 2 espèces
- genre Notasterias Koehler, 1911 -- 6 espèces
- genre Orthasterias Verrill, 1914 -- 1 espèce
- genre Perissasterias H.L. Clark, 1923 -- 4 espèces
- genre Pisaster Müller & Troschel, 1840 -- 3 espèces
- genre Plazaster Fisher, 1941 -- 1 espèce
- genre Psalidaster Fisher, 1940 -- 2 espèces
- genre Rathbunaster Fisher, 1906 -- 1 espèce
- genre Saliasterias Koehler, 1920 -- 1 espèce
- genre Sclerasterias Perrier, 1891 -- 15 espèces
- genre Stenasterias Verrill, 1914 (nomen nudum)
- genre Stephanasterias Verrill, 1871 -- 1 espèce
- genre Stylasterias Verrill, 1914 -- 1 espèce
- genre Taranuiaster McKnight, 1973 -- 1 espèce
- genre Tarsastrocles Fisher, 1923 -- 1 espèce
- genre Uniophora Gray, 1840 -- 3 espèces
- genre Urasterias Verrill, 1909 -- 1 espèce

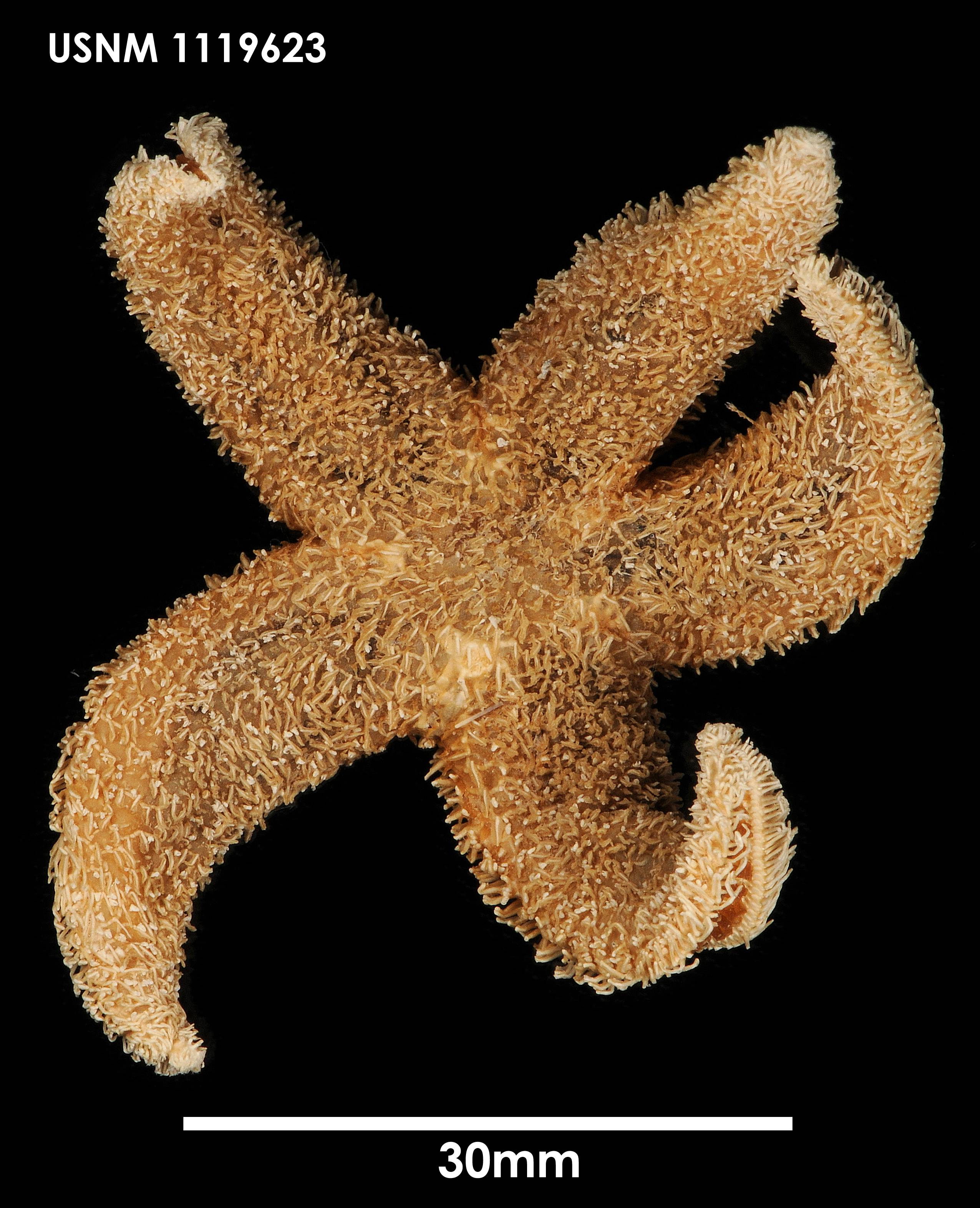
Adelasterias papillosa
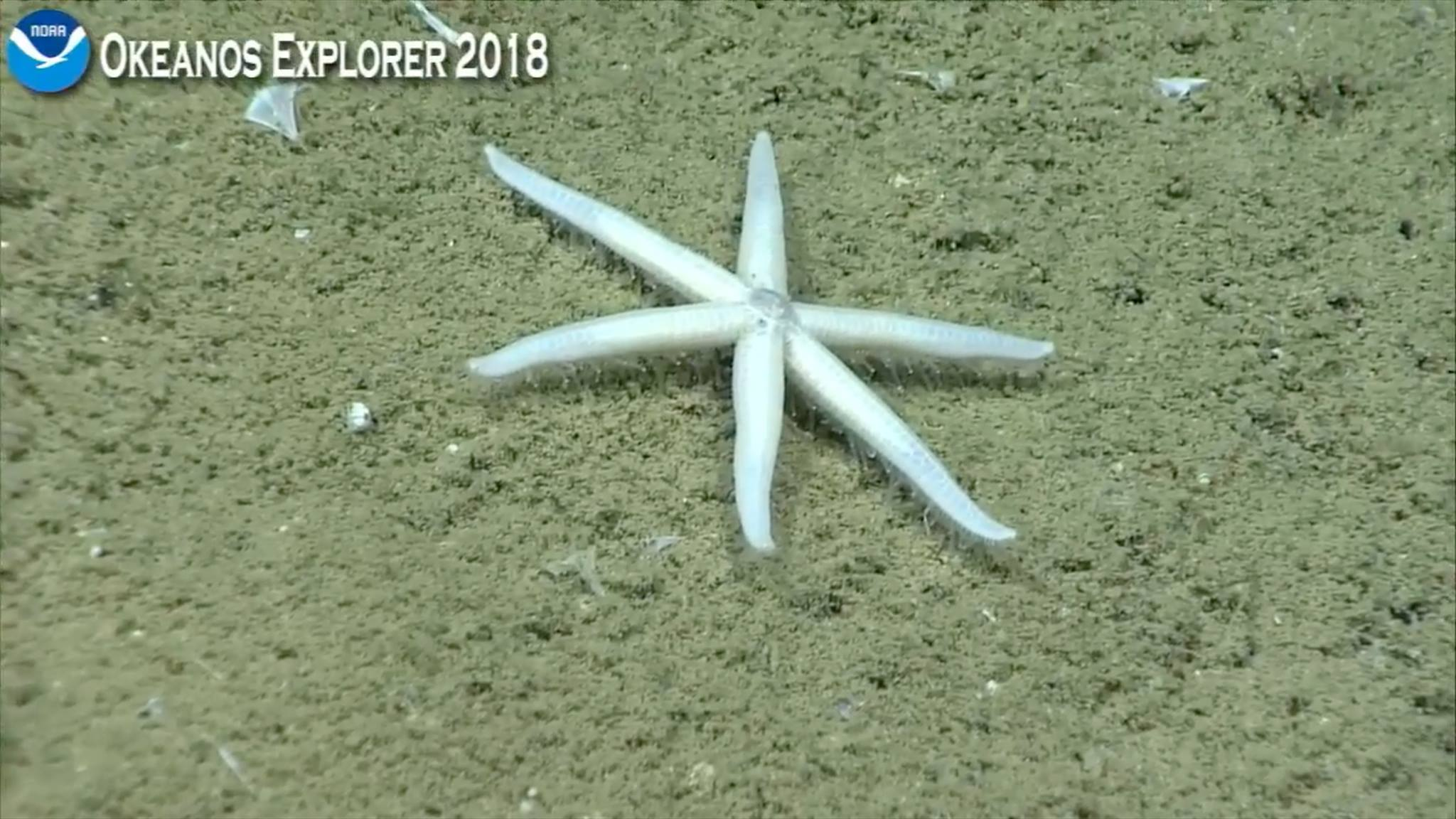
Ampheraster cf. alaminos
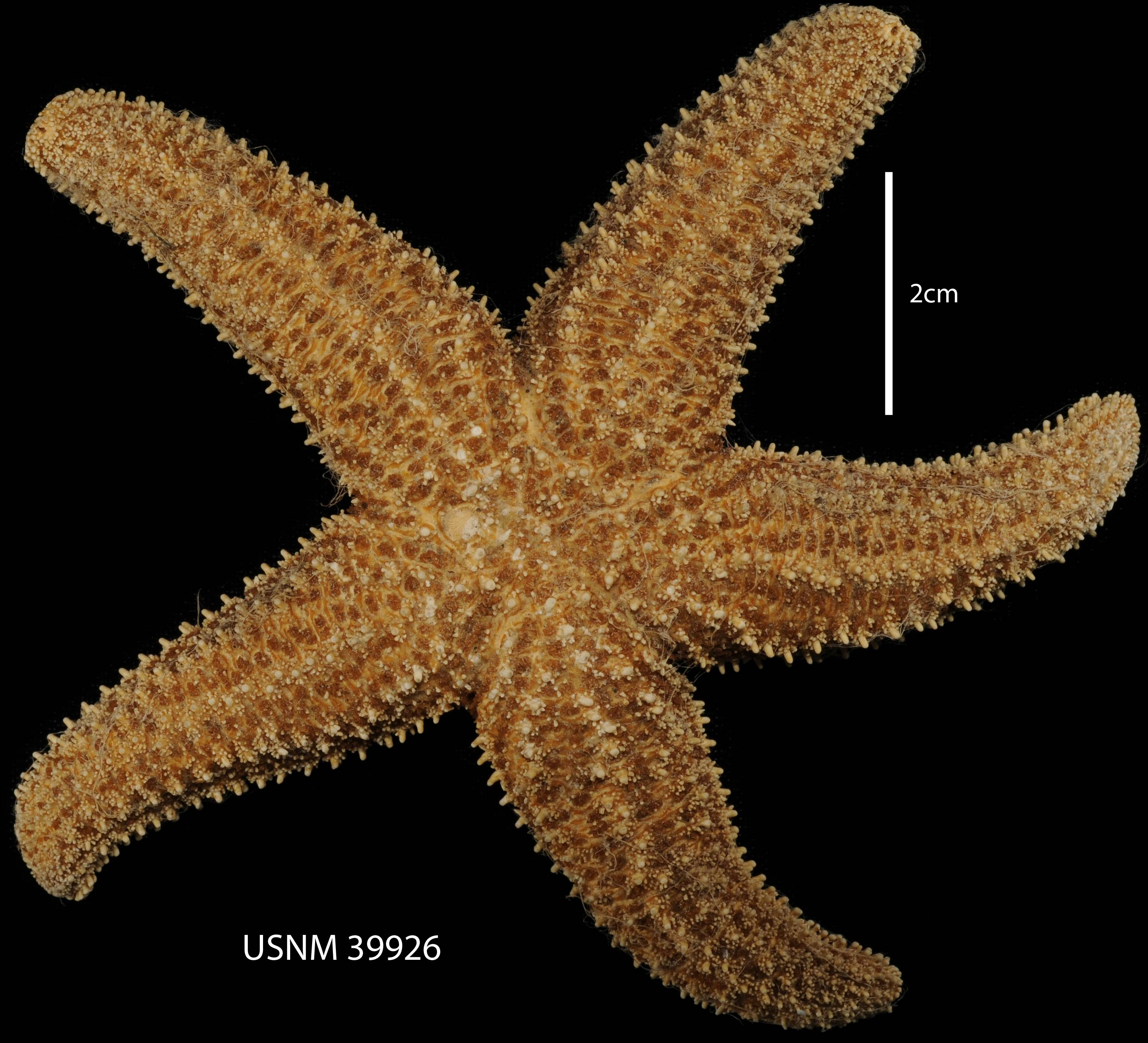
Anasterias spirabilis
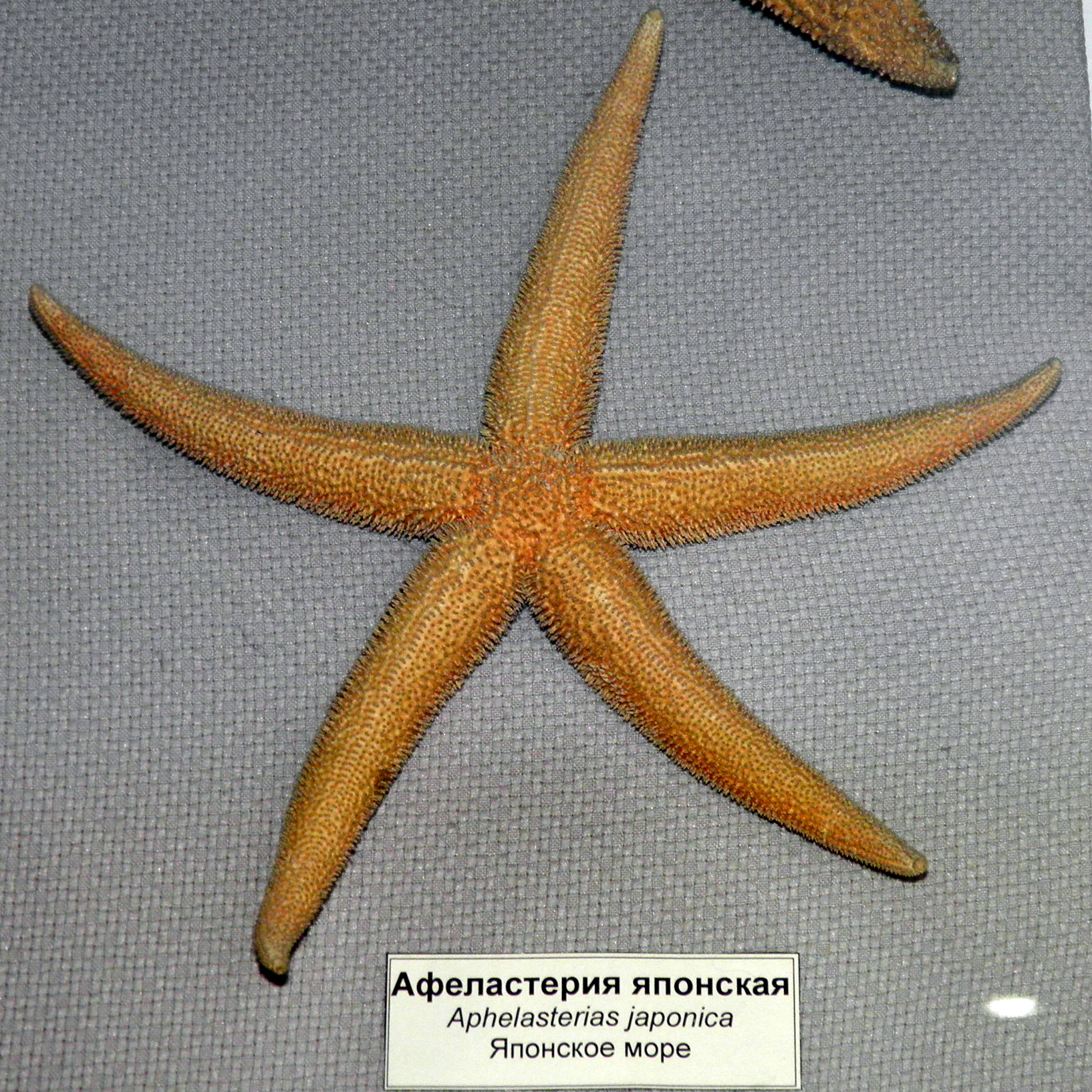
Aphelasterias japonica
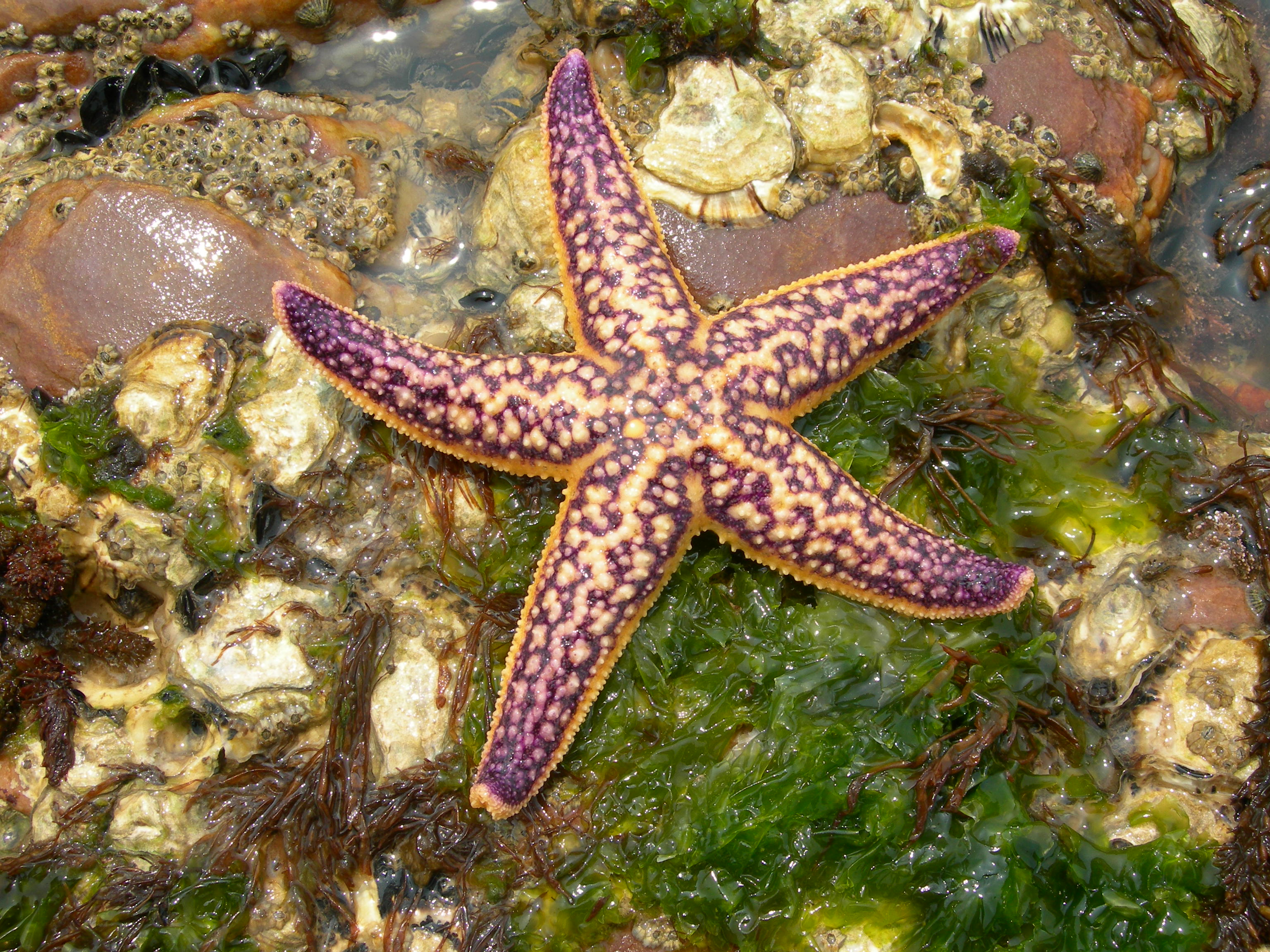
Asterias amurensis
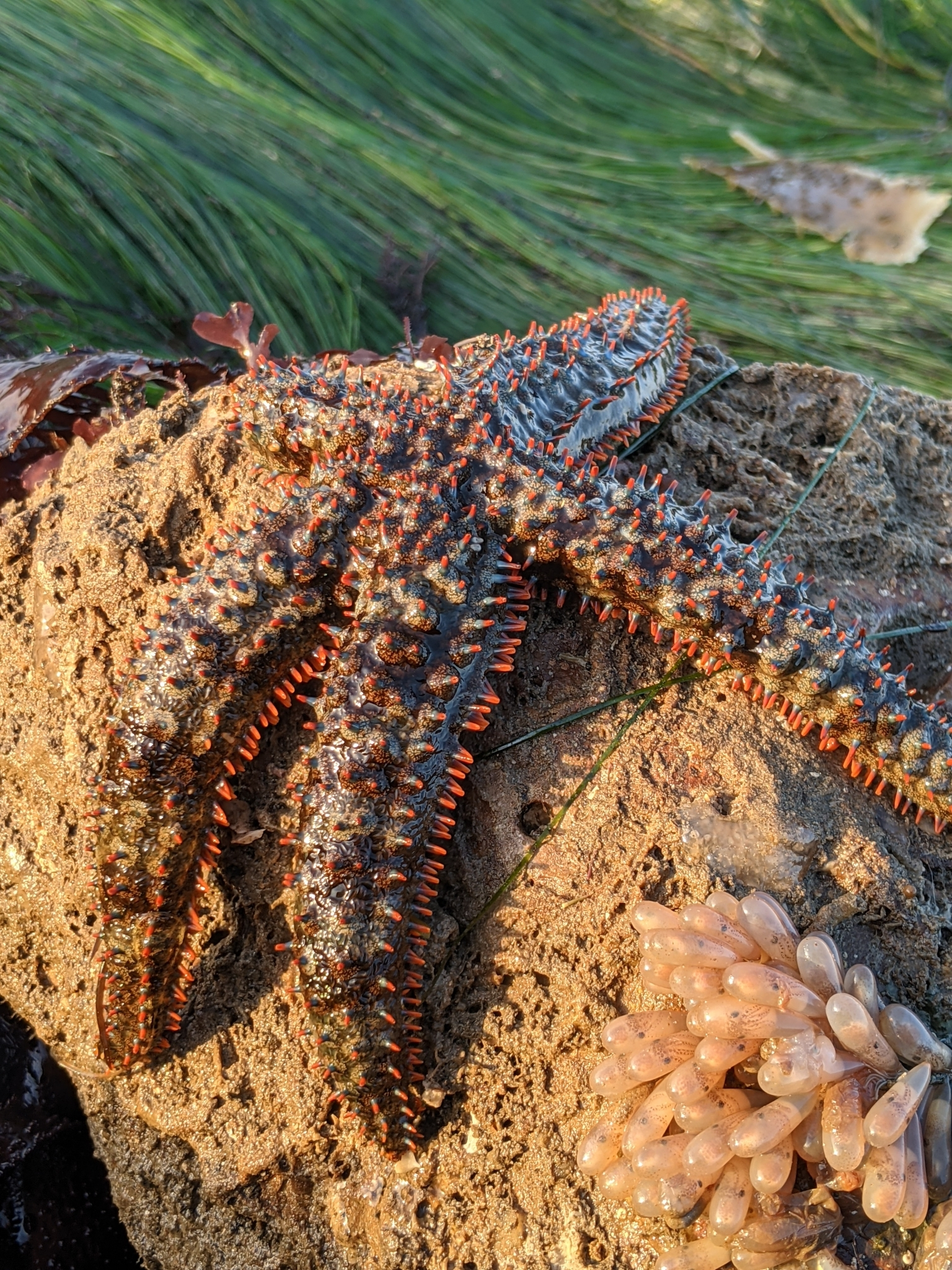
Astrometis sertulifera
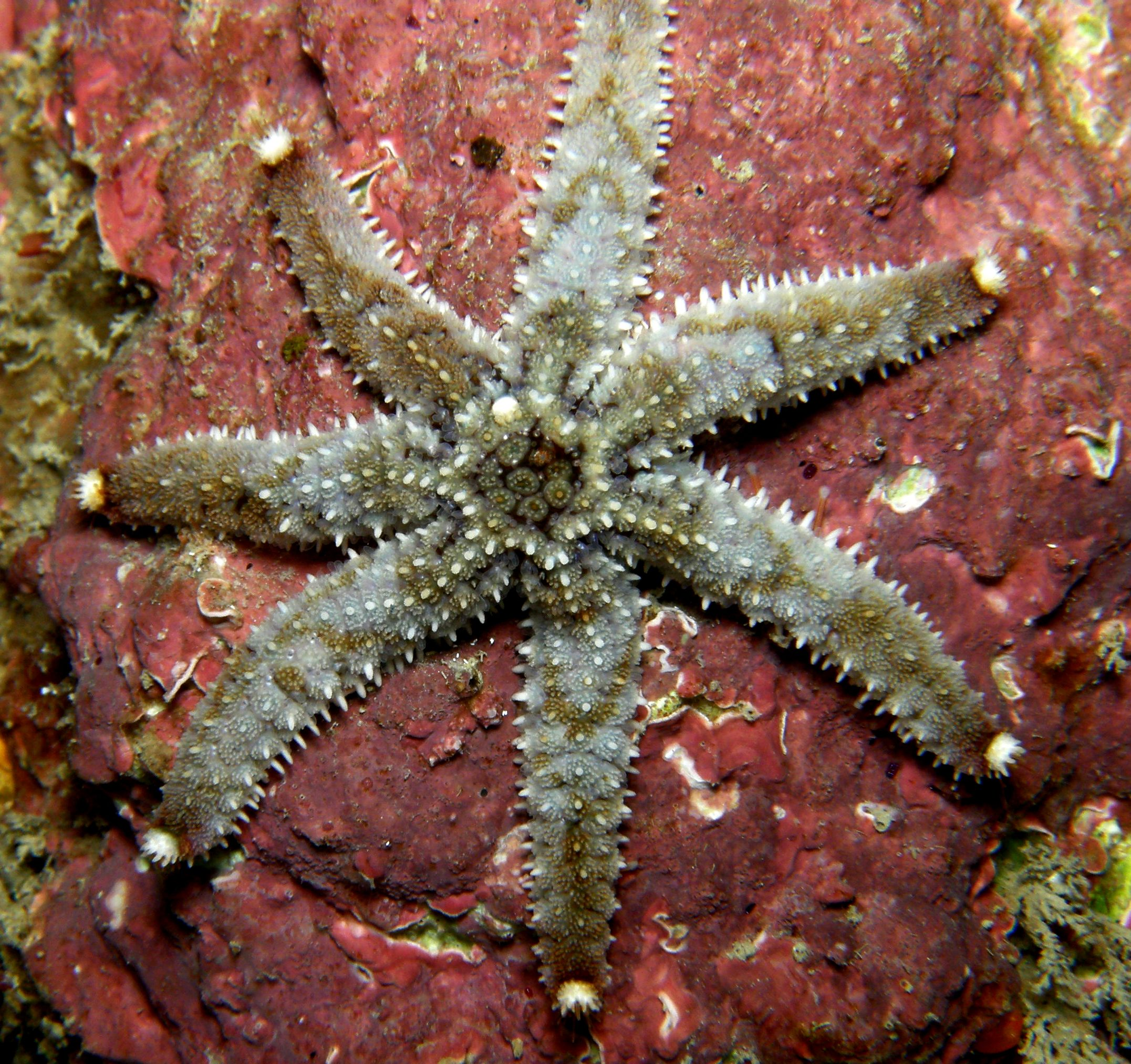
Astrostole scabra
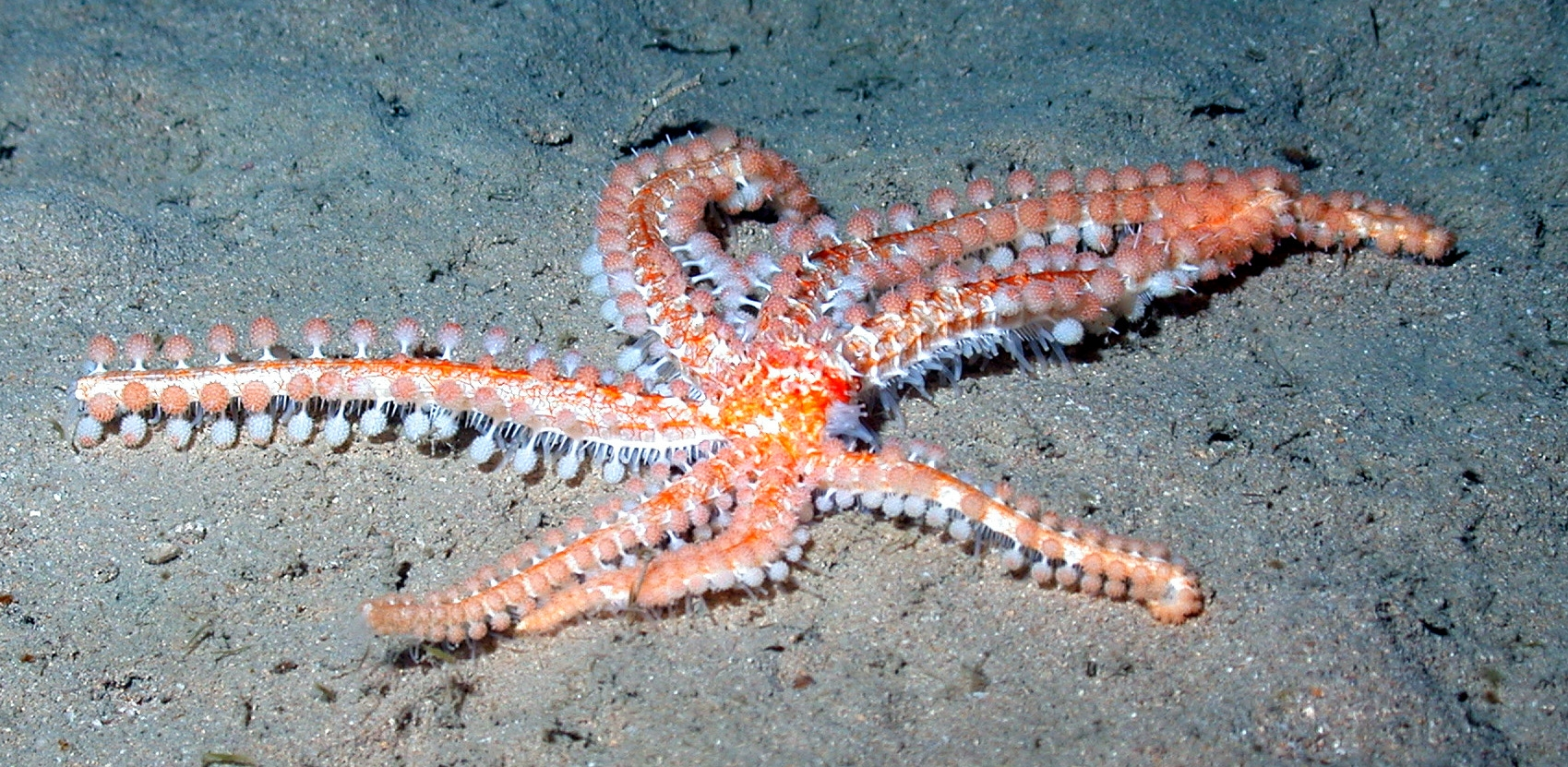
Coronaster briareus
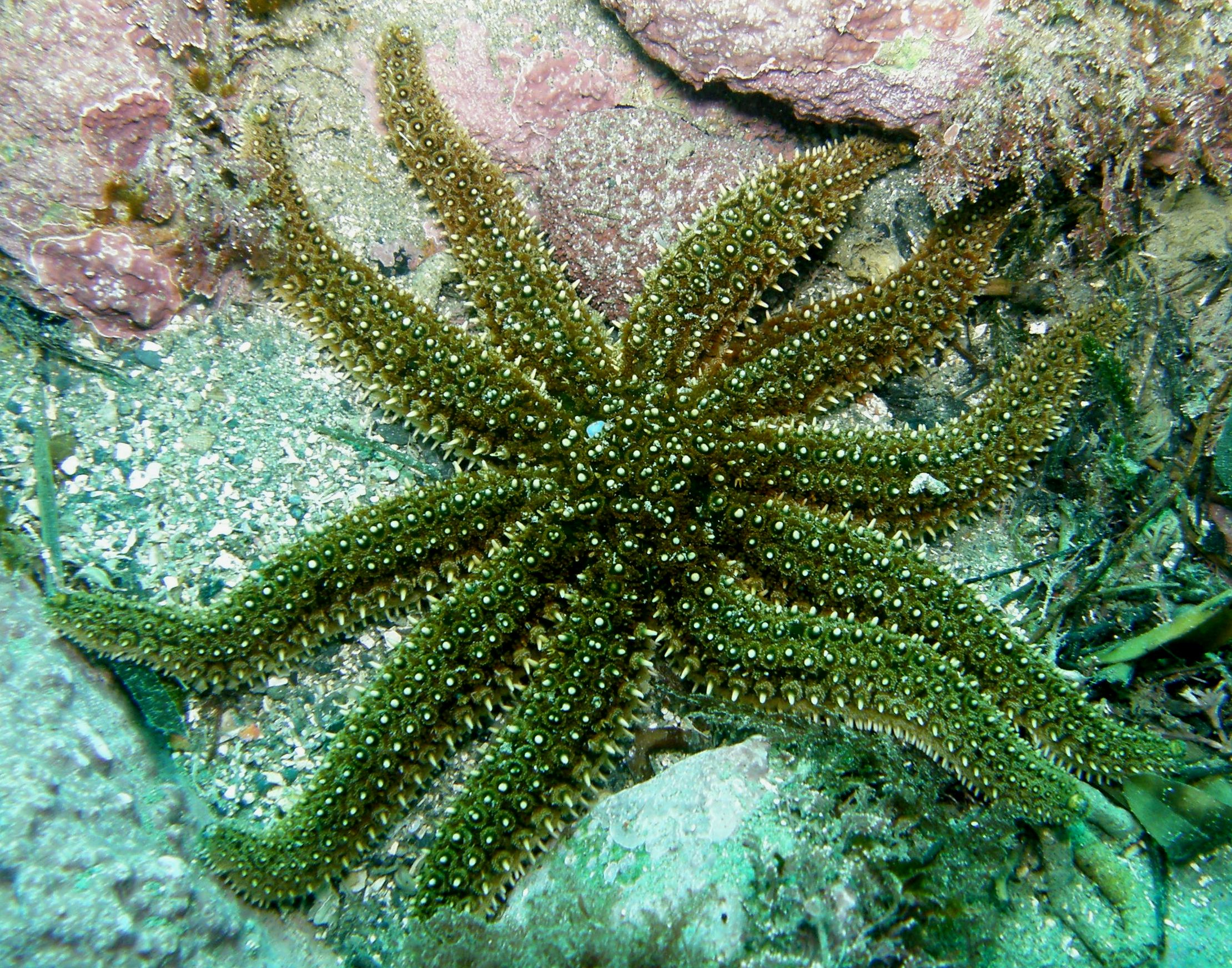
Coscinasterias muricata
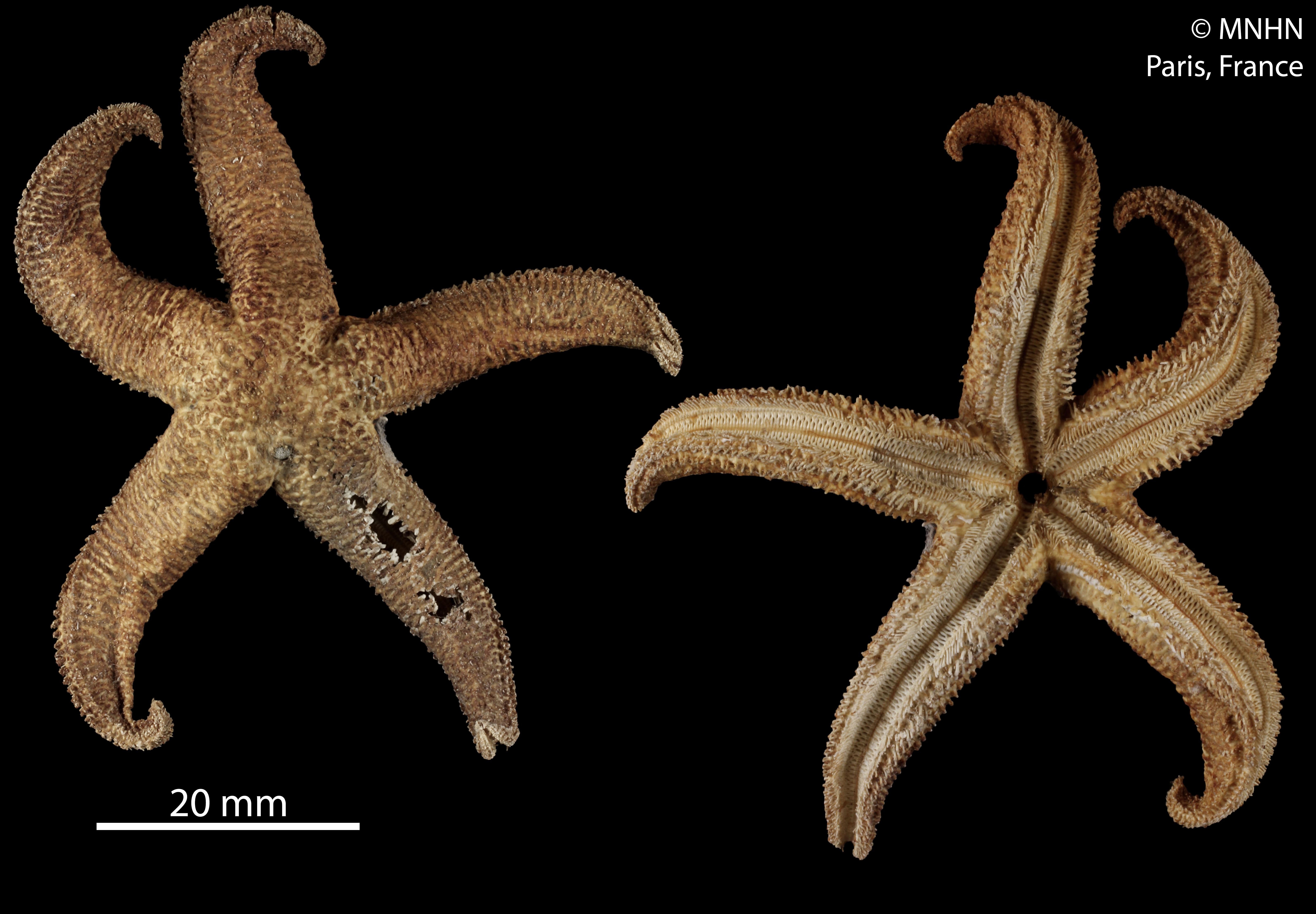
Cryptasterias turqueti
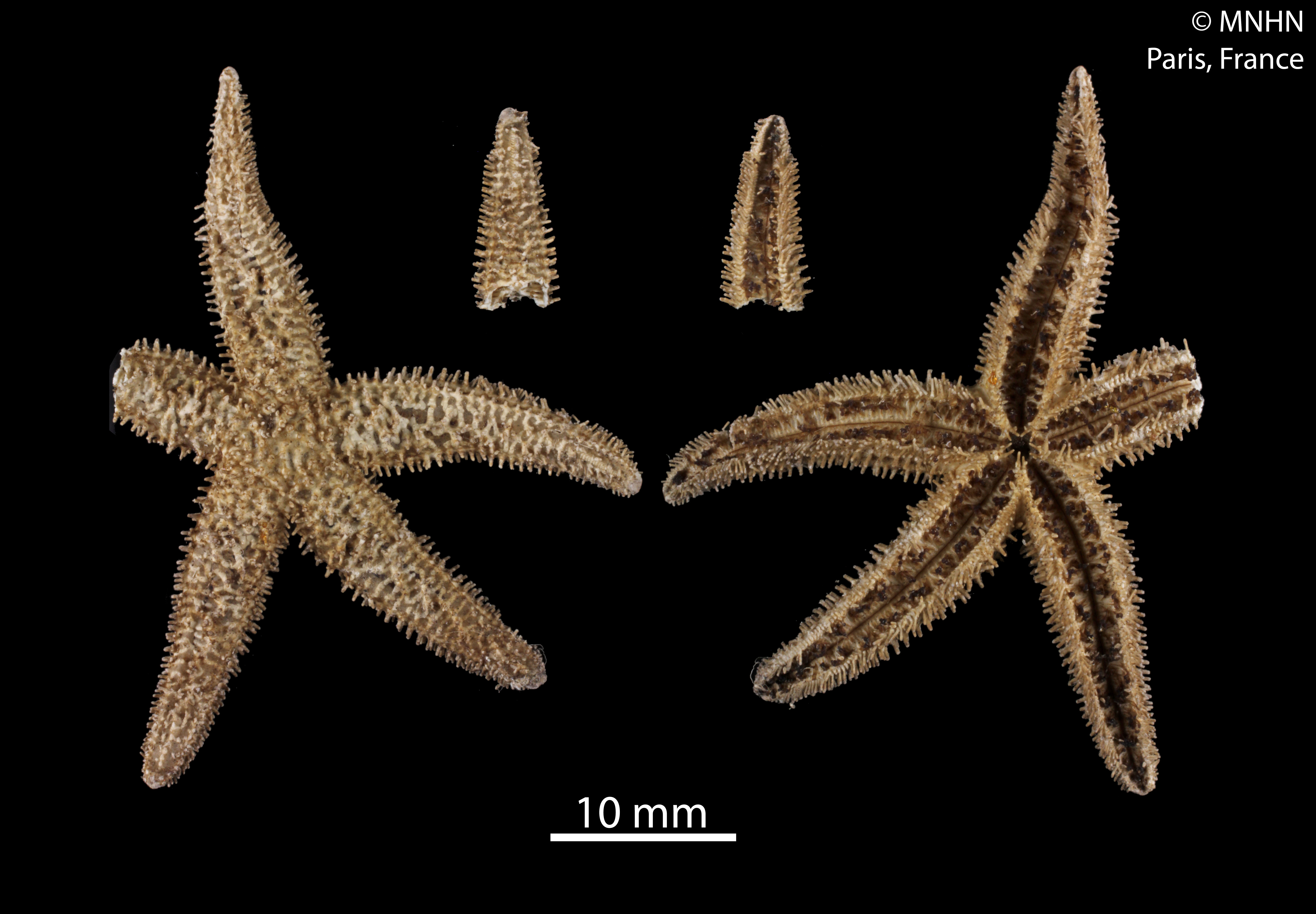
Diplasterias kerguelenensis
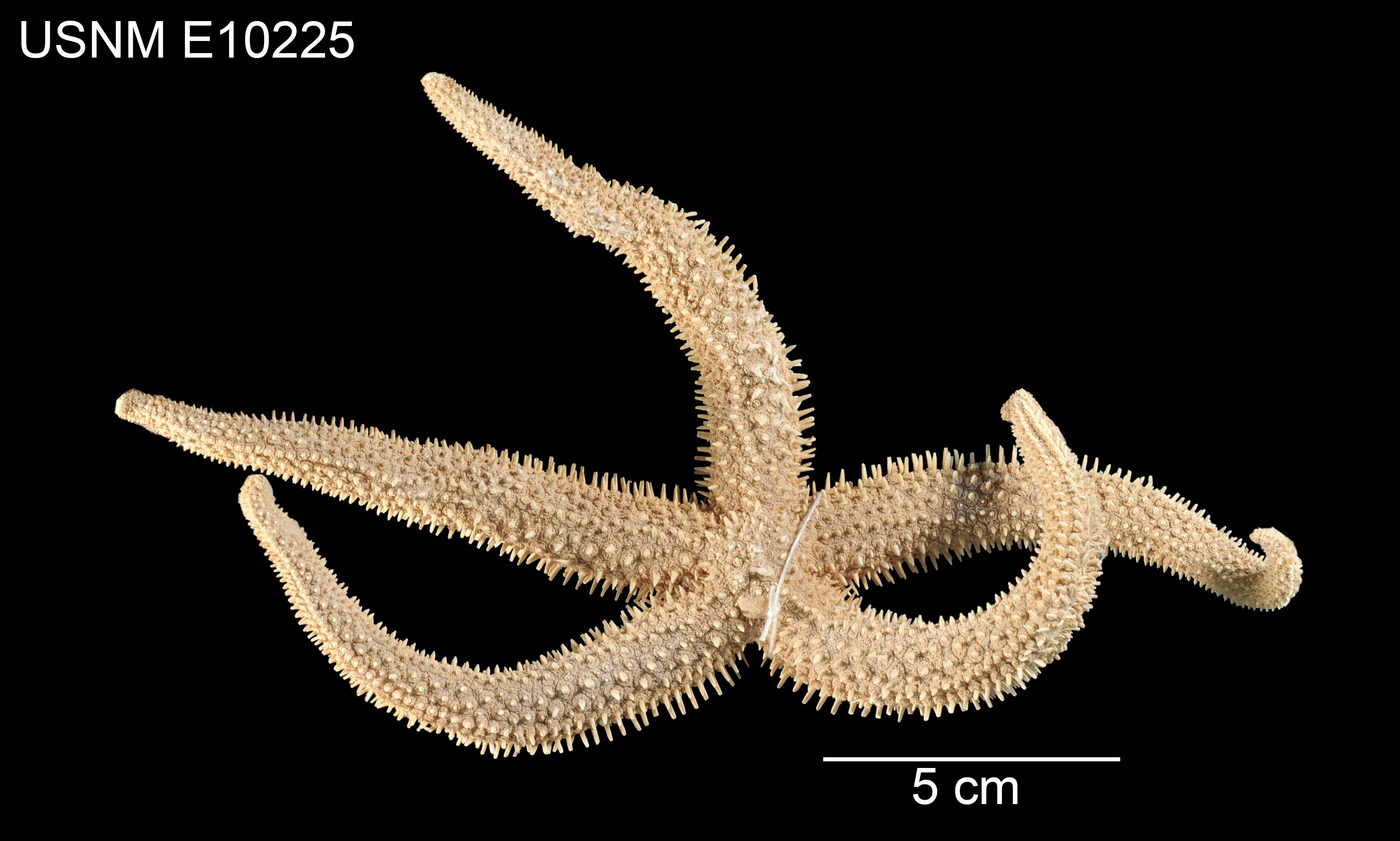
Distolasterias elegans
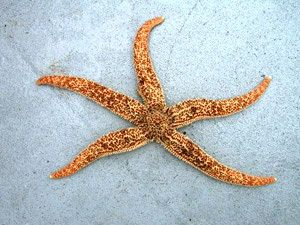
Evasterias troschelii
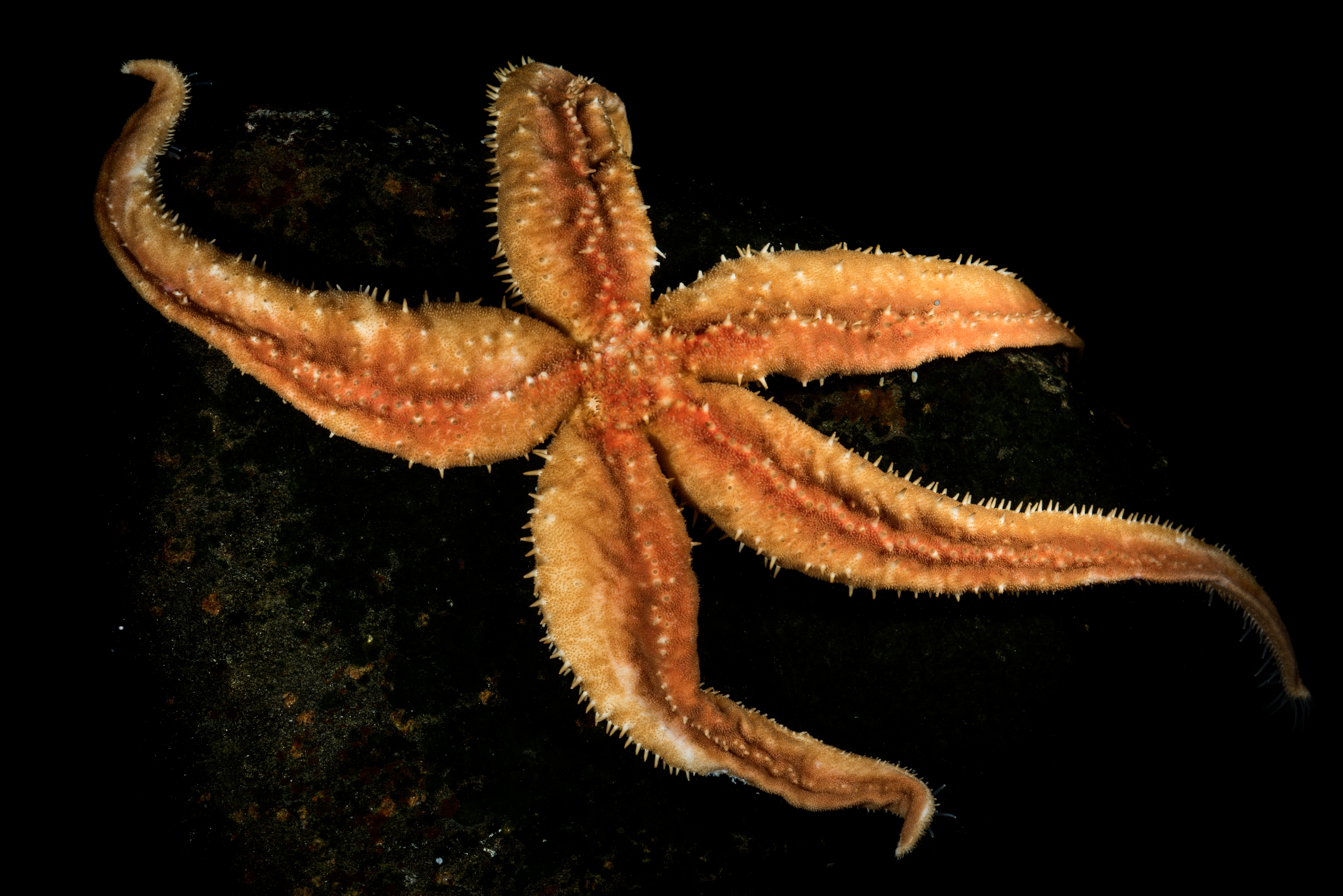
Icasterias panopla
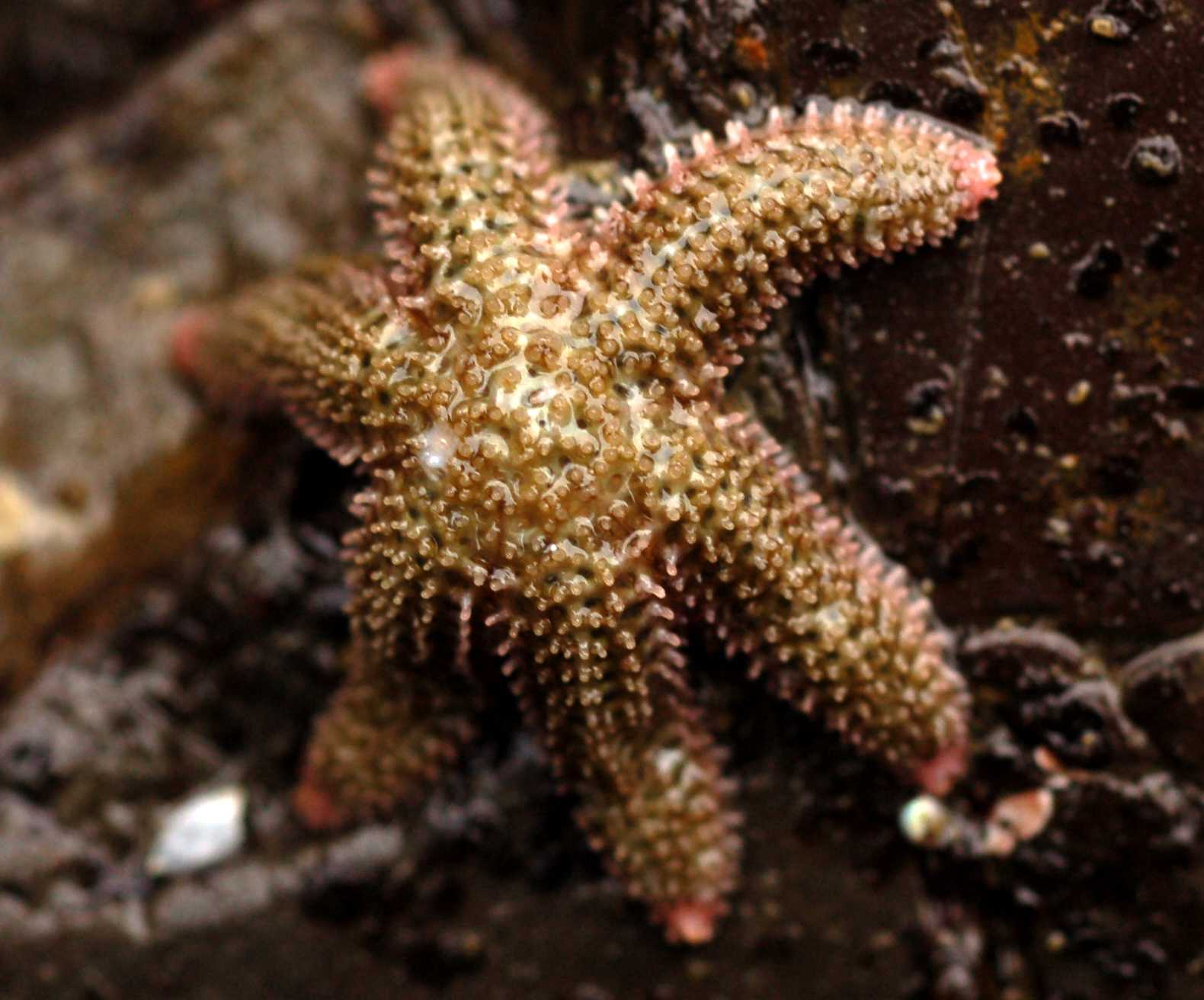
Leptasterias hexactis
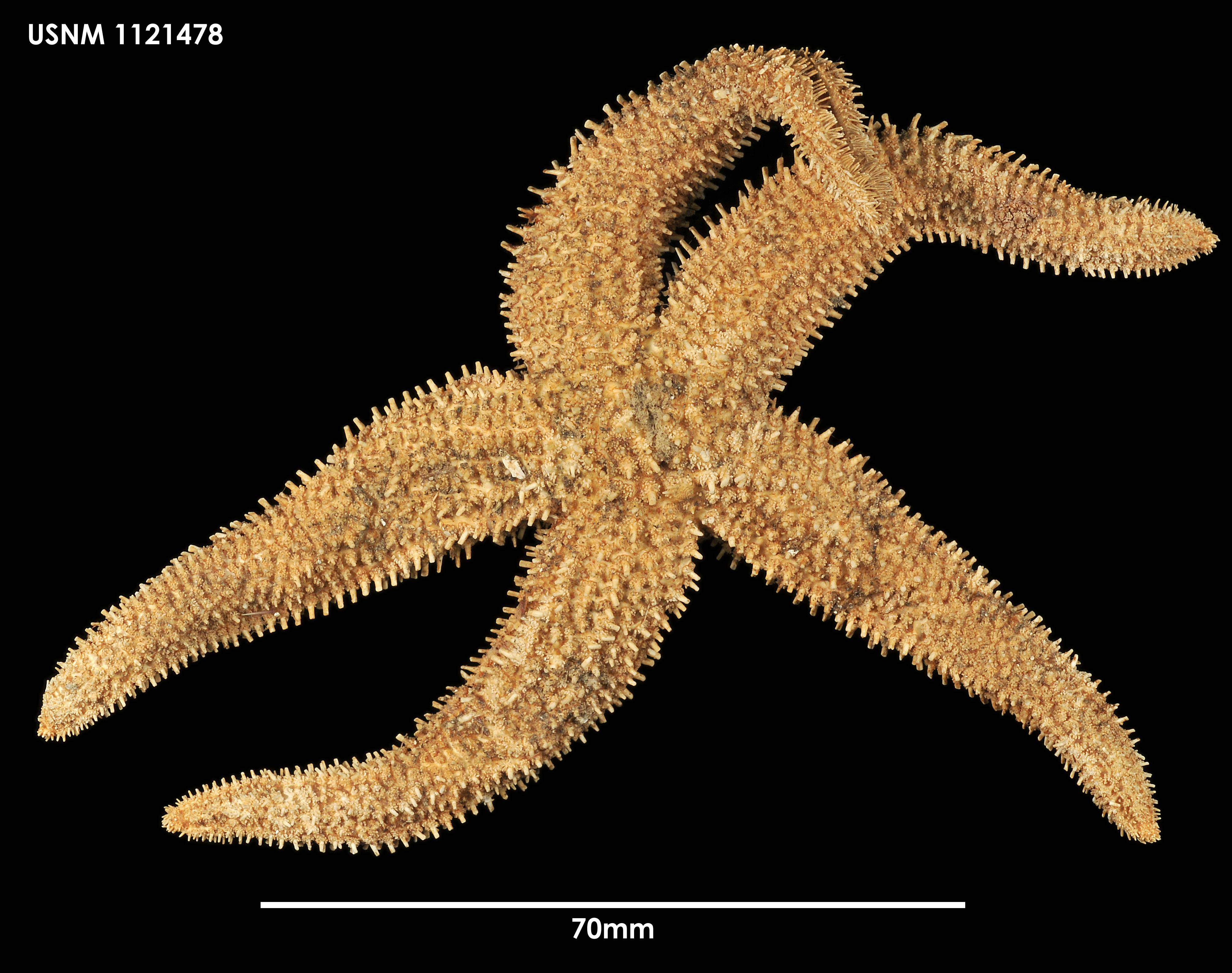
Lethasterias australis
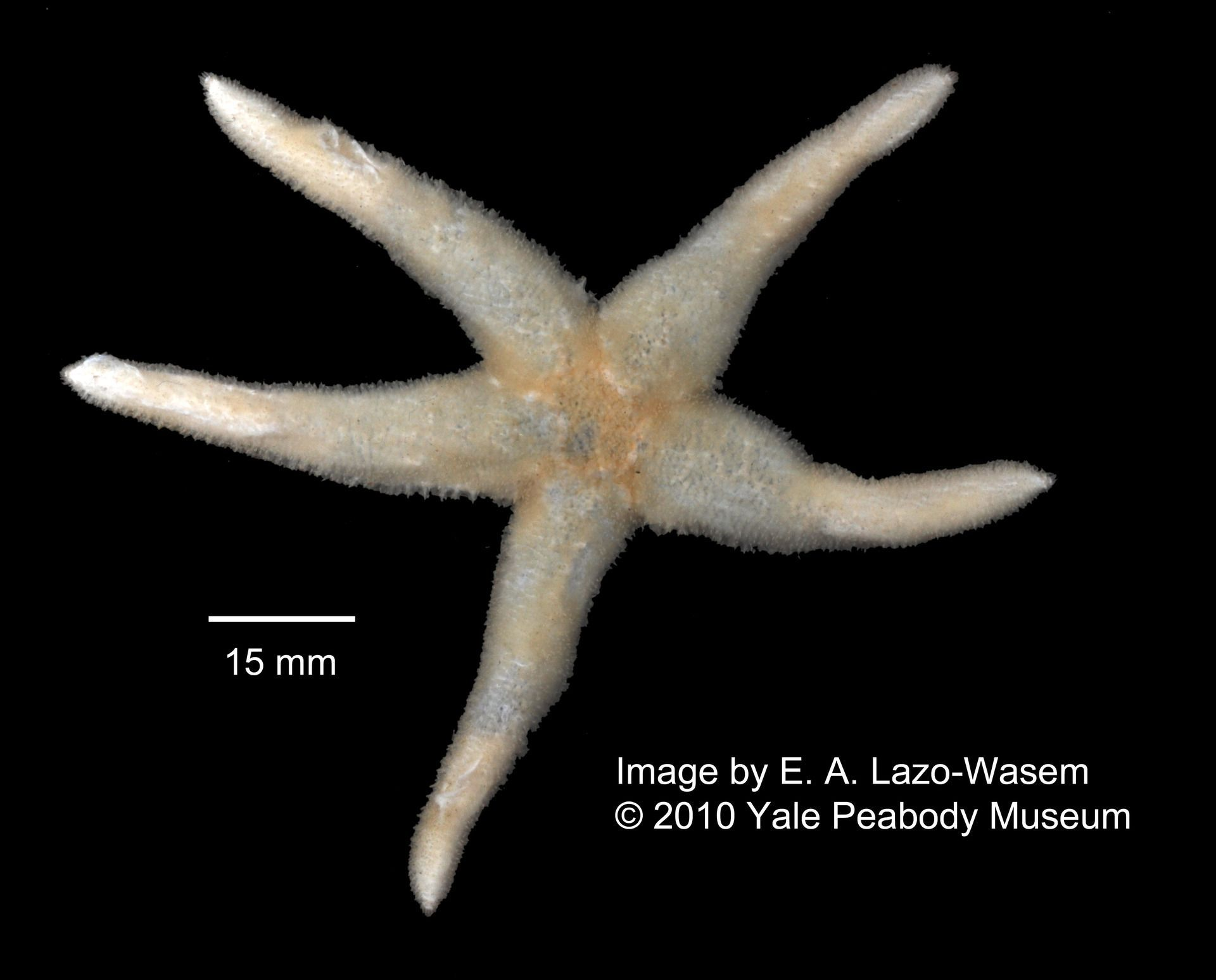
Lysasterias sp.
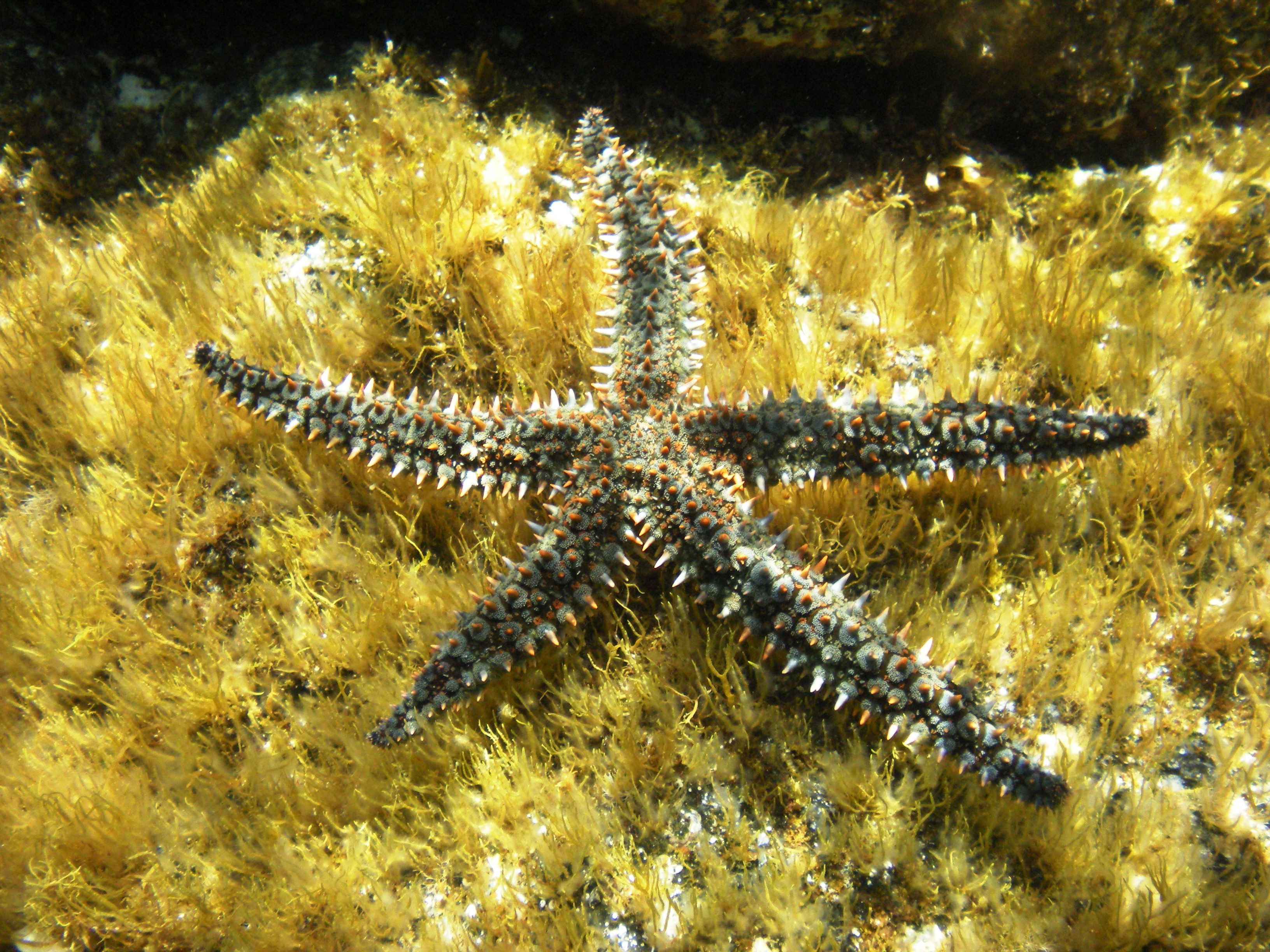
Marthasterias glacialis
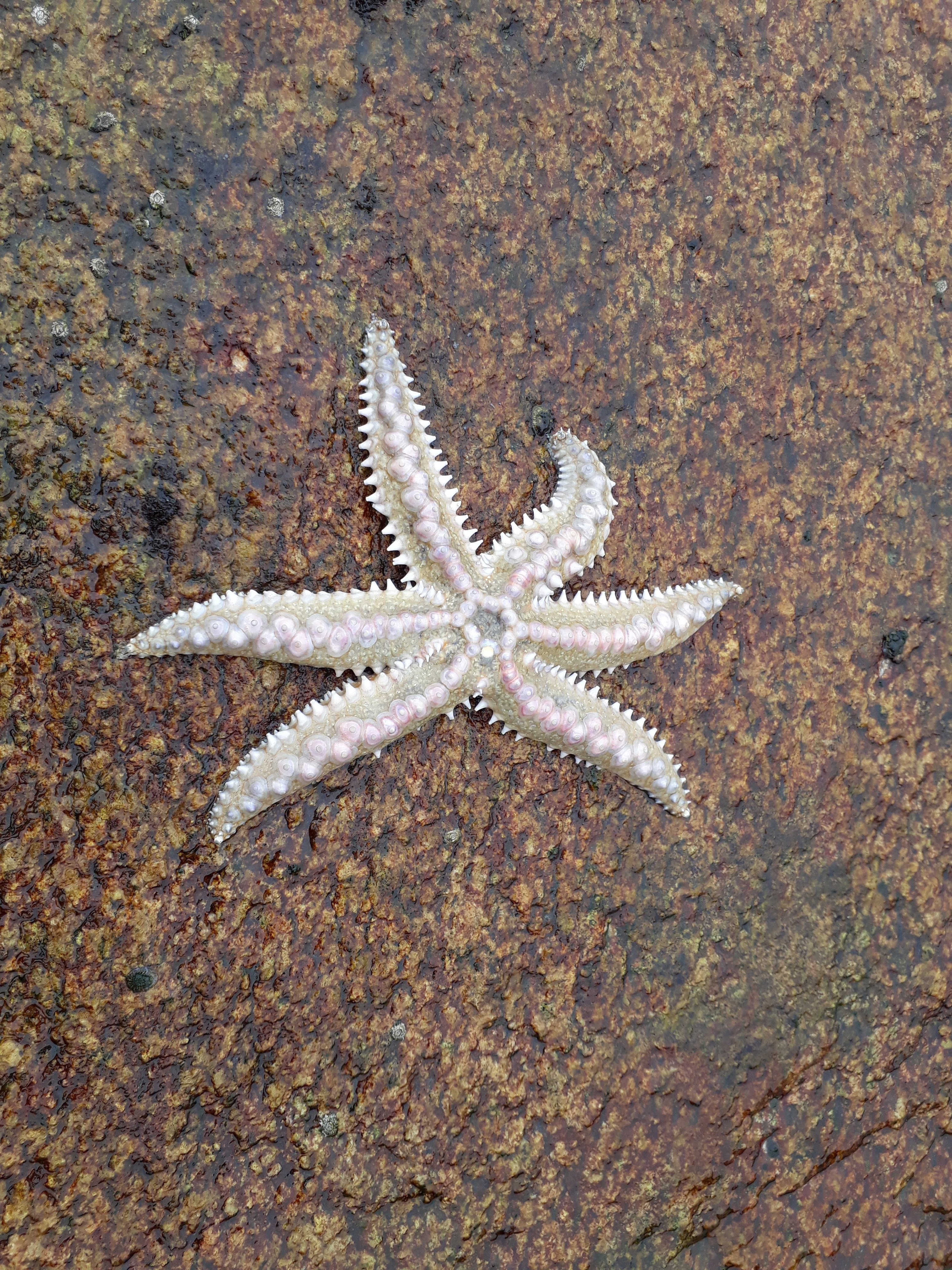
Meyenaster gelatinosus
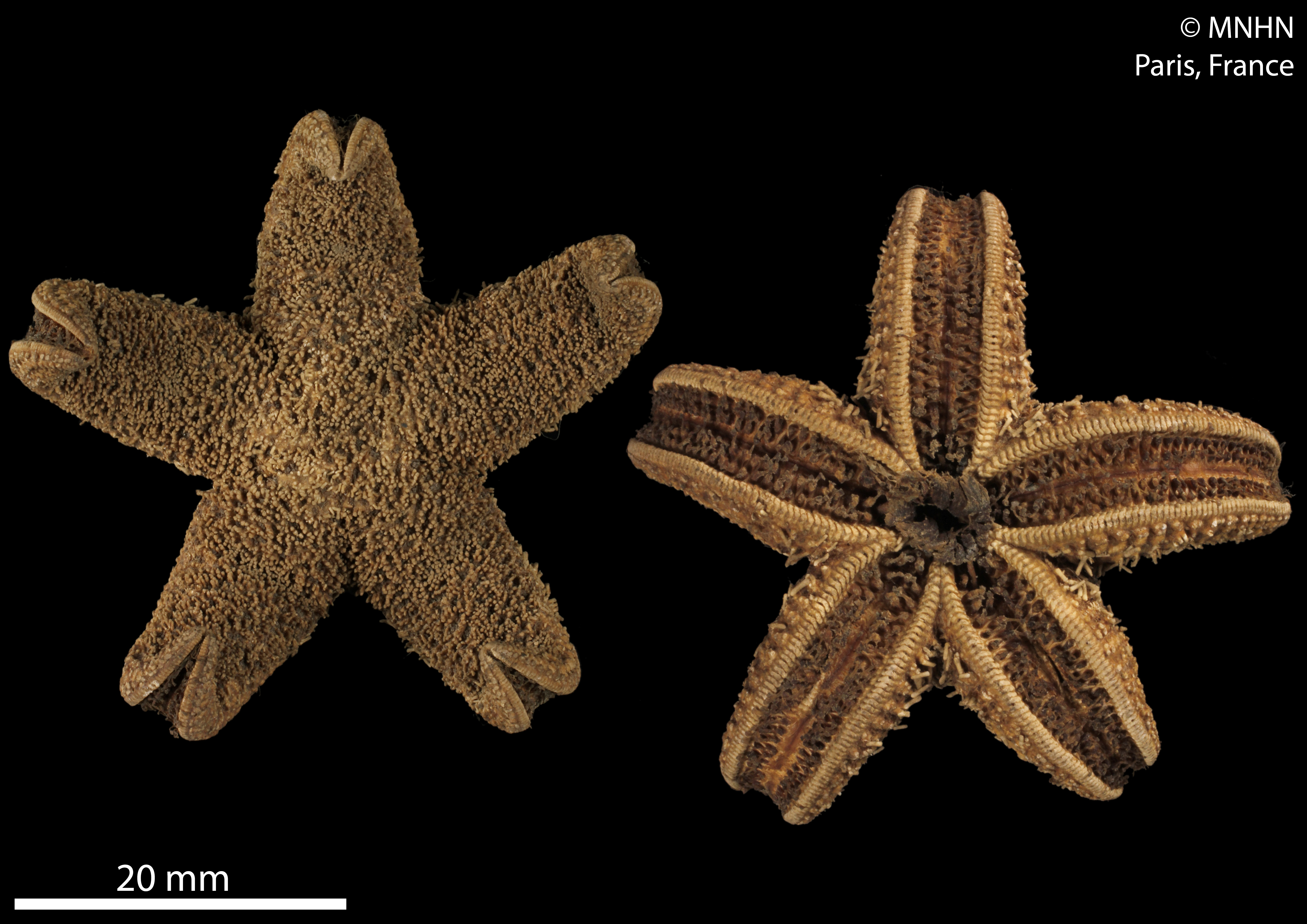
Neosmilaster georgianus (MNHN)
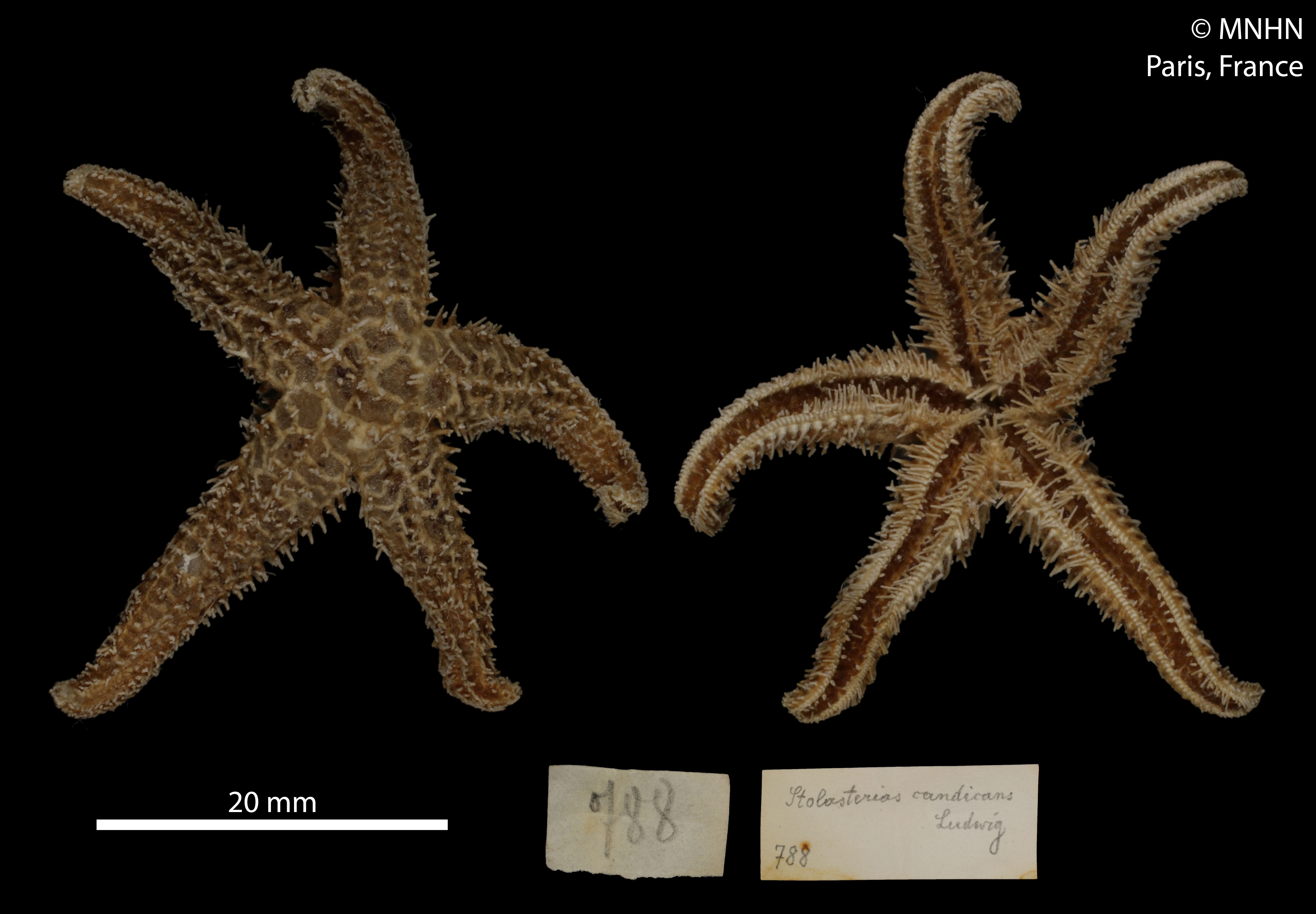
Notasterias candicans
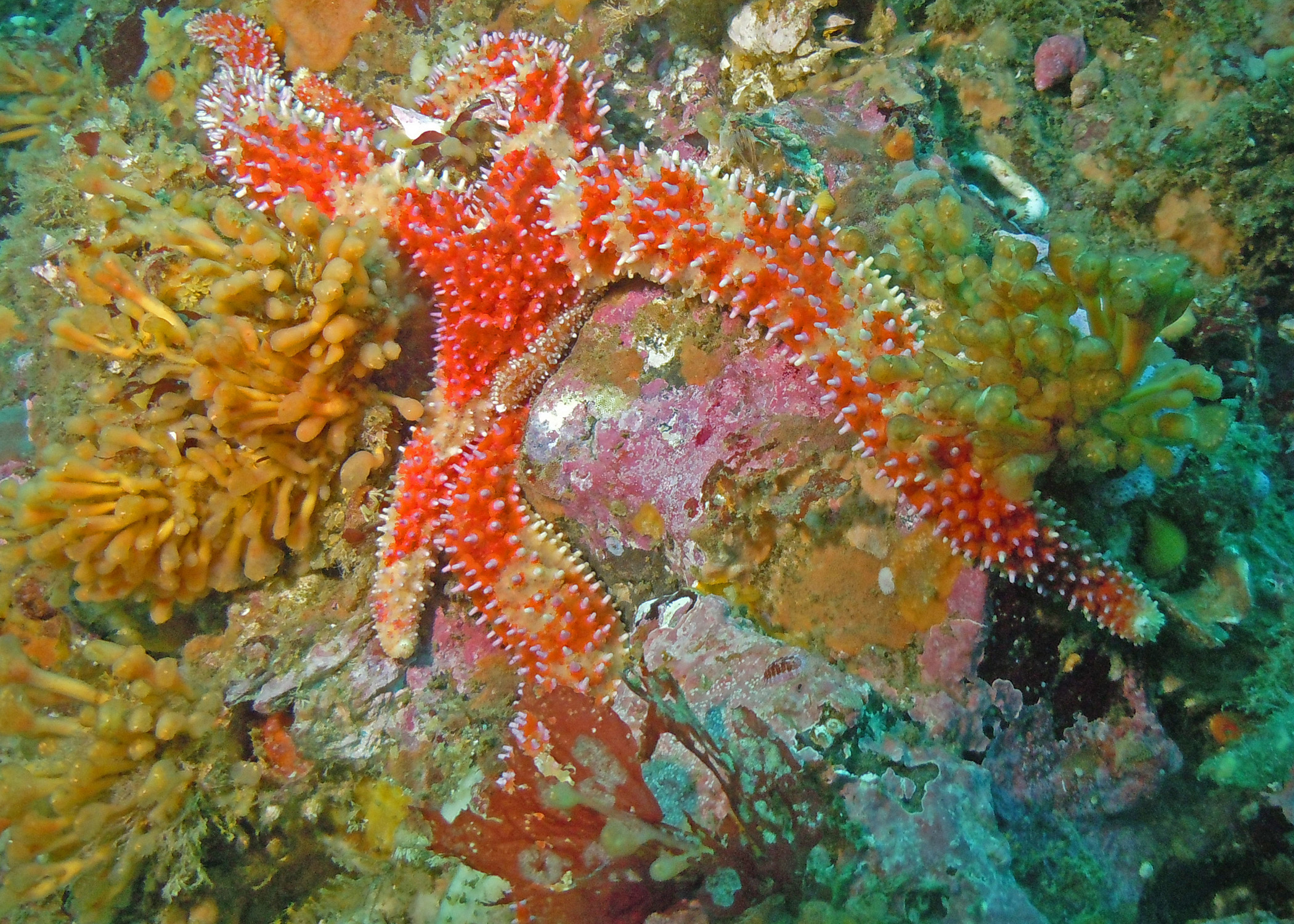
Orthasterias koehleri
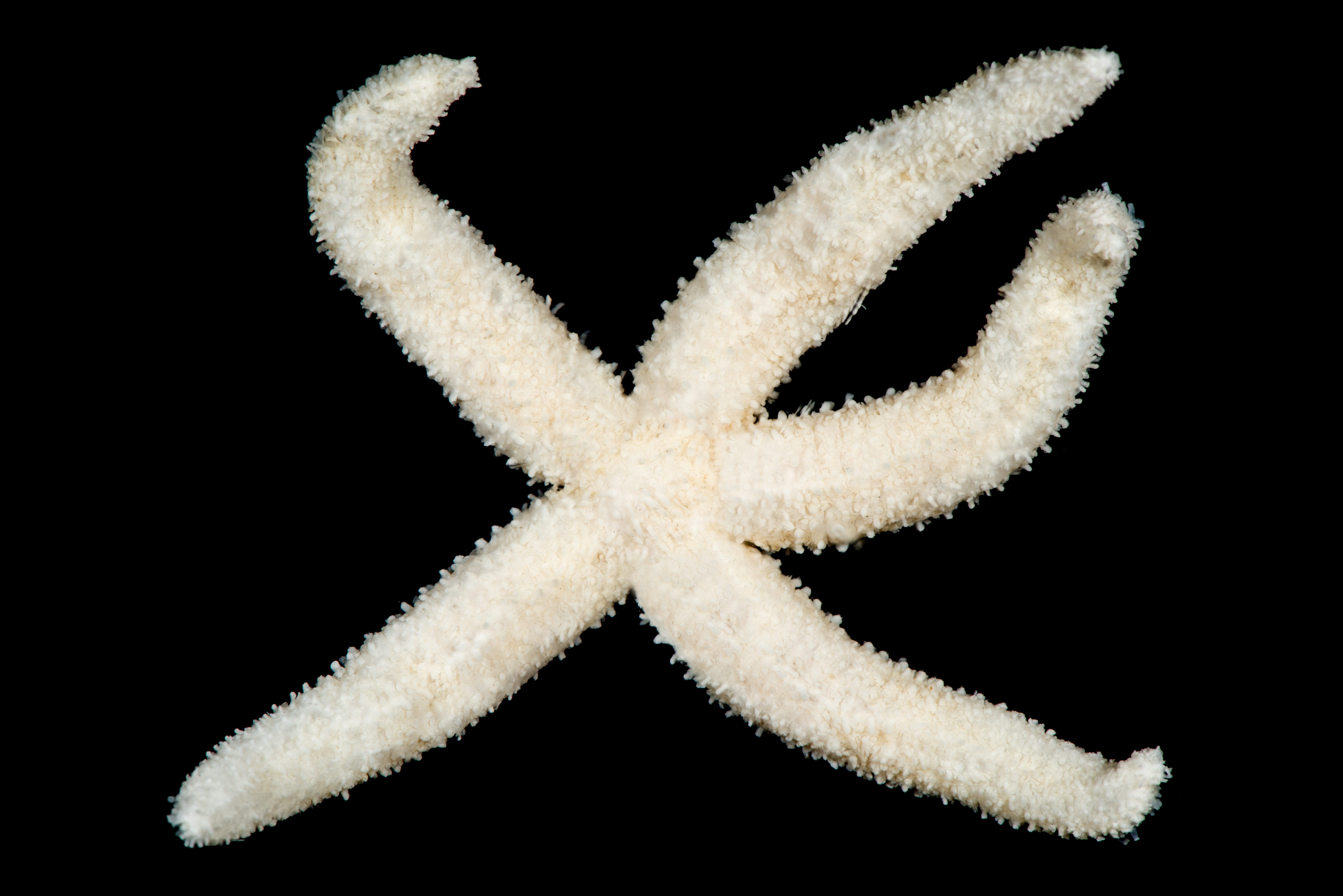
Pedicellaster typicus
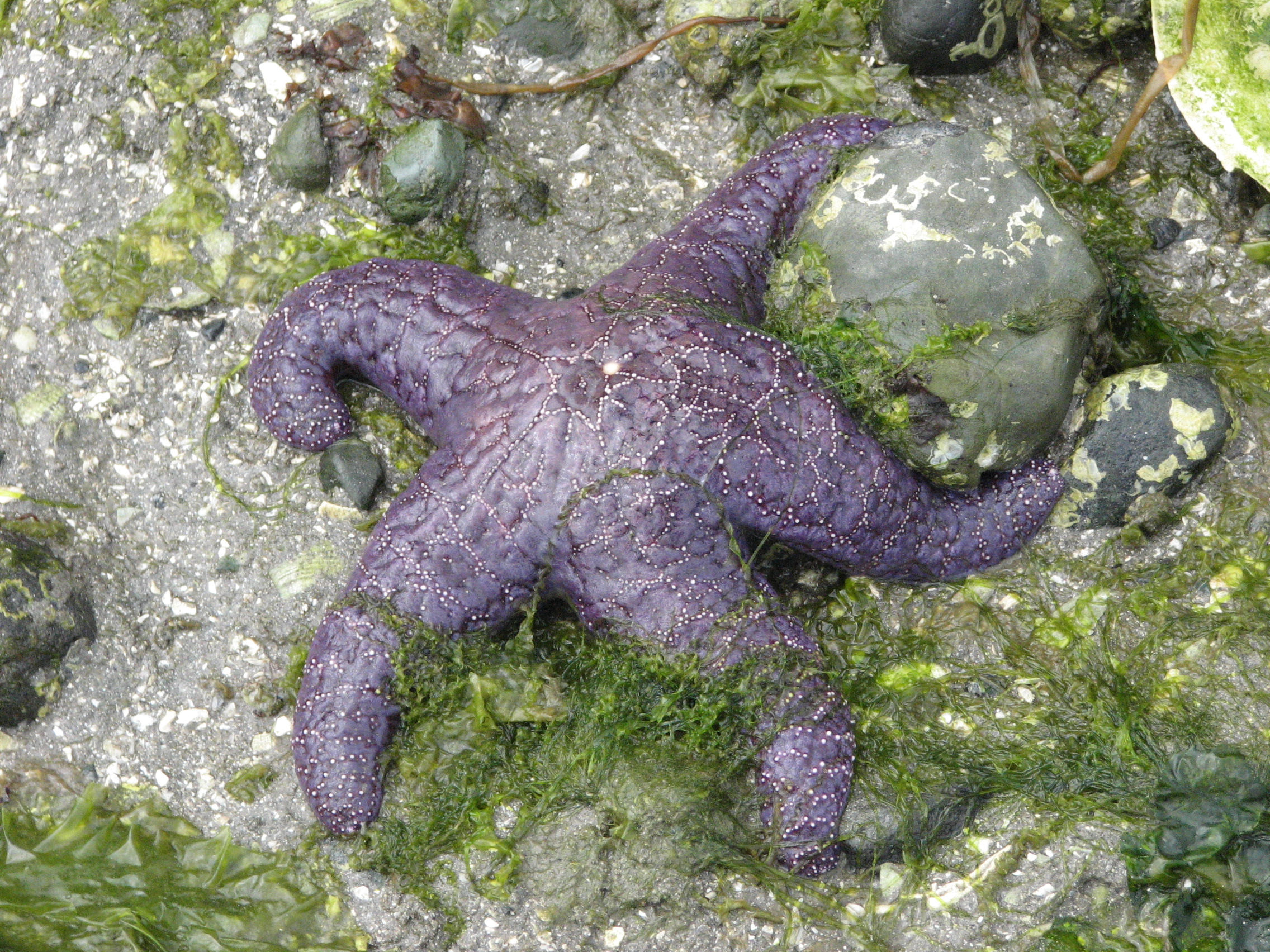
Pisaster ochraceus
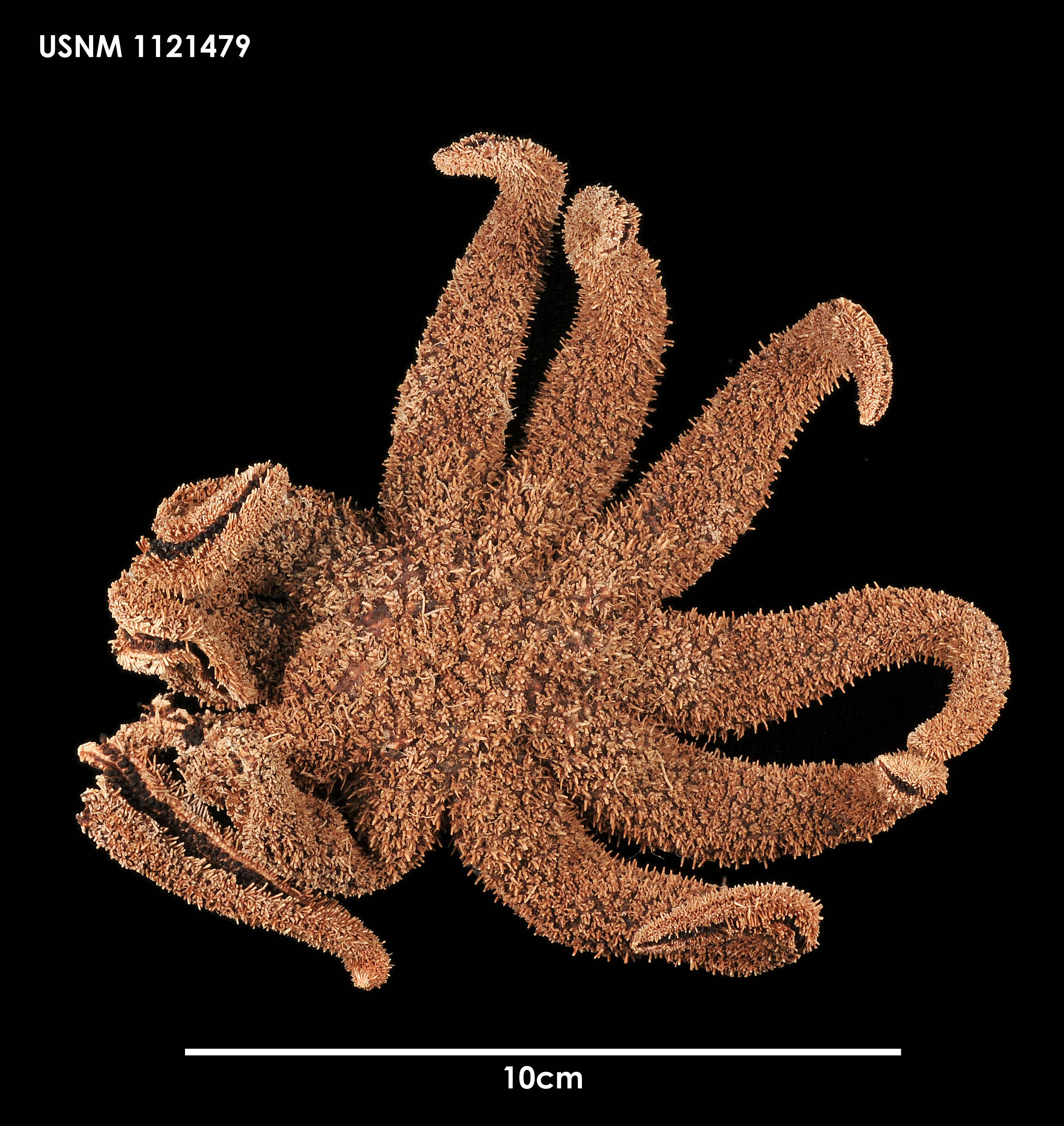
Psalidaster mordax
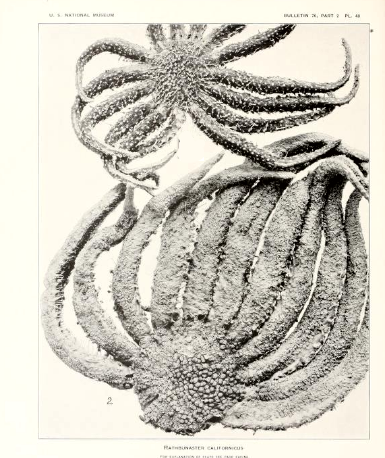
Rathbunaster californicus
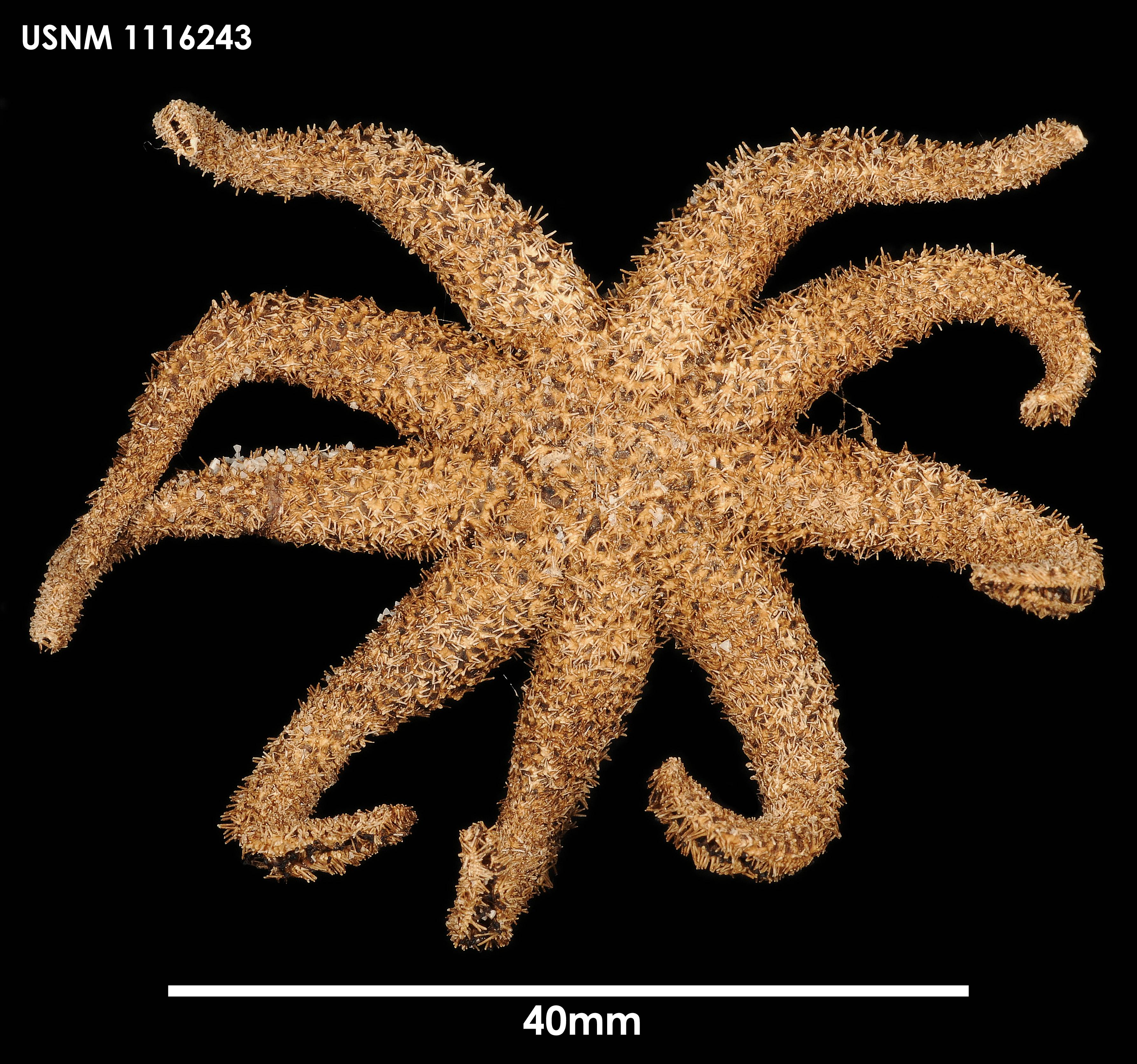
Saliasterias brachiata
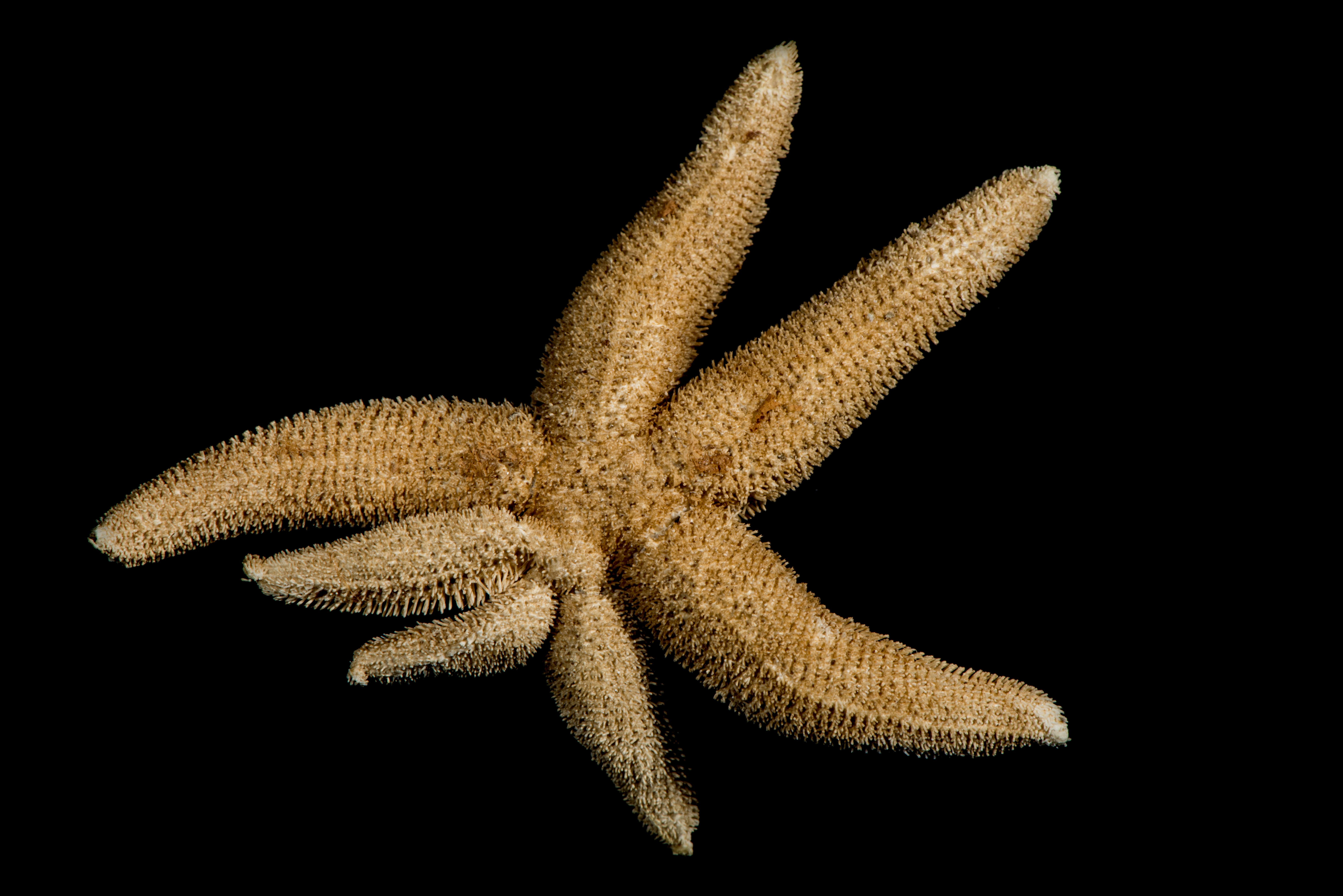
Stephanasterias albula
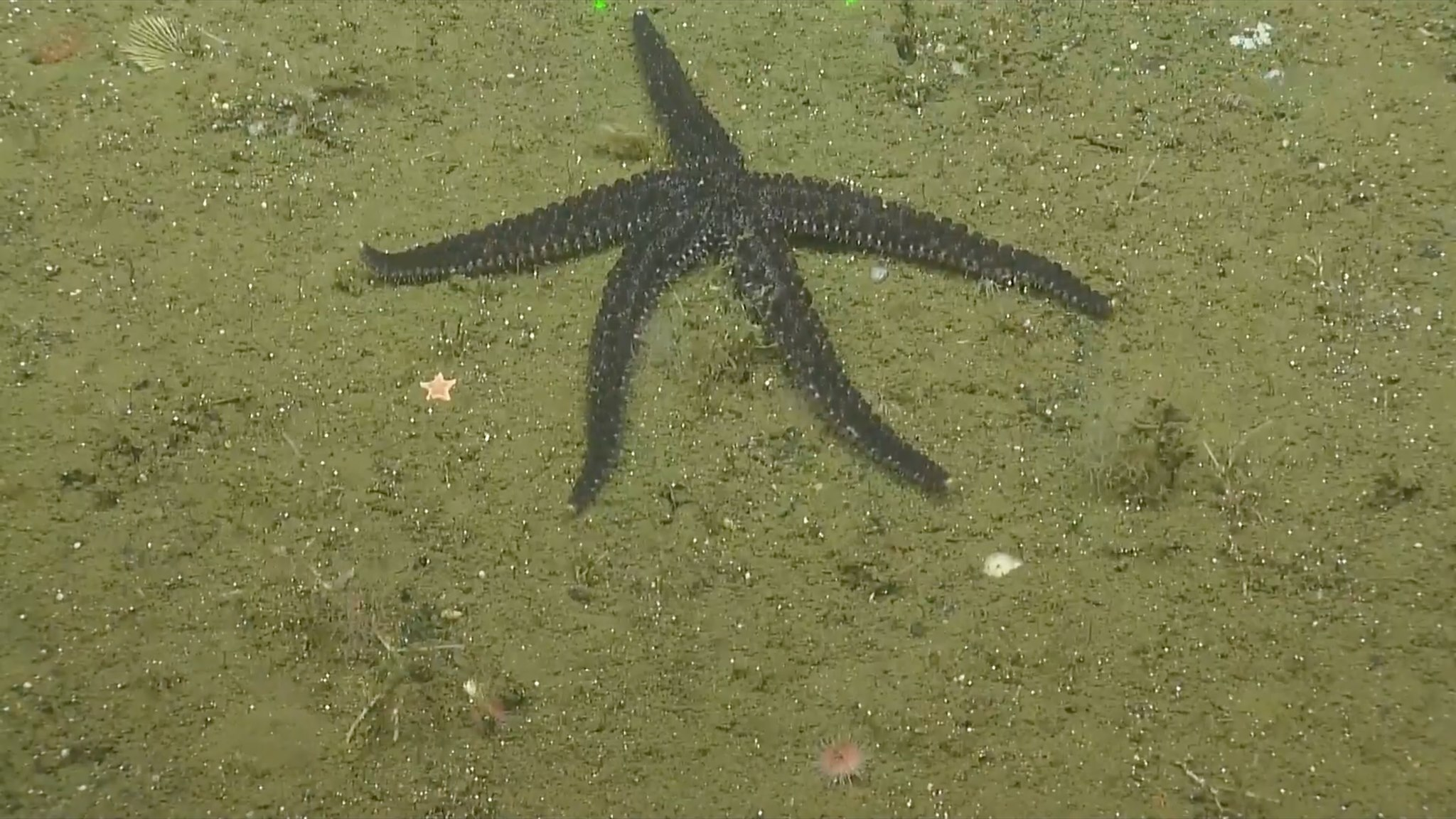
Stylasterias forreri
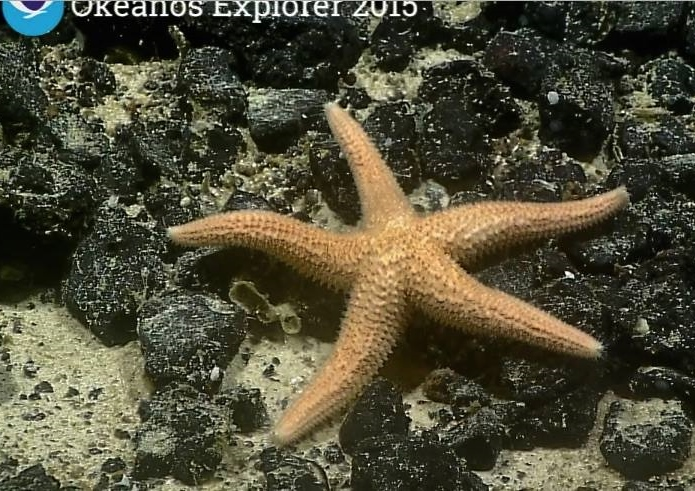
Tarsastrocles verrilli
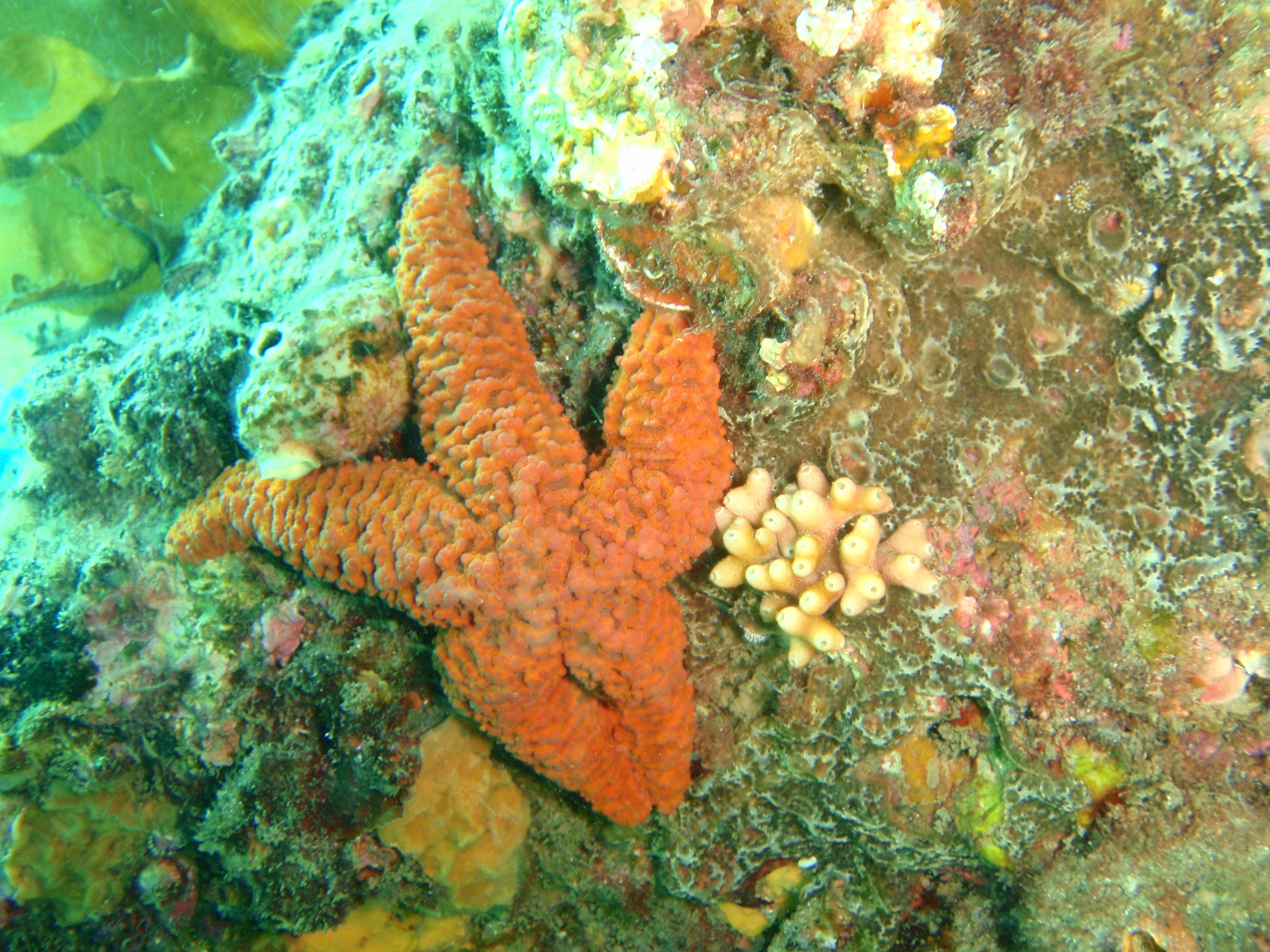
Uniophora nuda
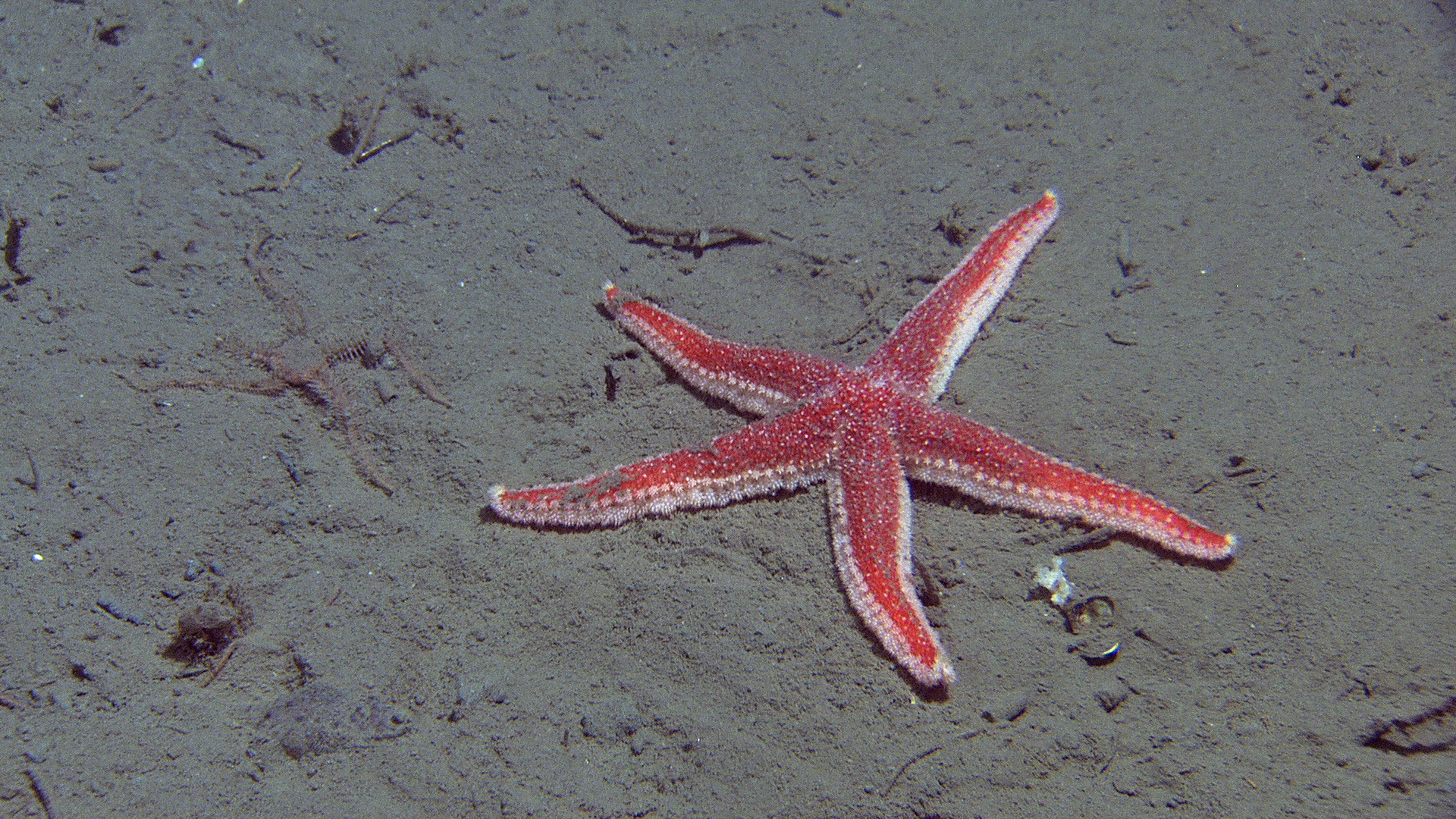
Urasterias lincki